# Geschichte von Wales
Die Geschichte von Wales umfasst die Entwicklungen auf dem Gebiet von Wales, eines Landesteils des Vereinigten Königreichs Großbritannien und Nordirland, von der Urgeschichte bis zur Gegenwart. Sie lässt sich zwar etwa 230.000 Jahre zurückverfolgen, doch unterbrachen die nachfolgenden Kaltzeiten mit ihren gewaltigen Gletschermassen die menschliche Besiedlung mehrfach.

## Urgeschichte

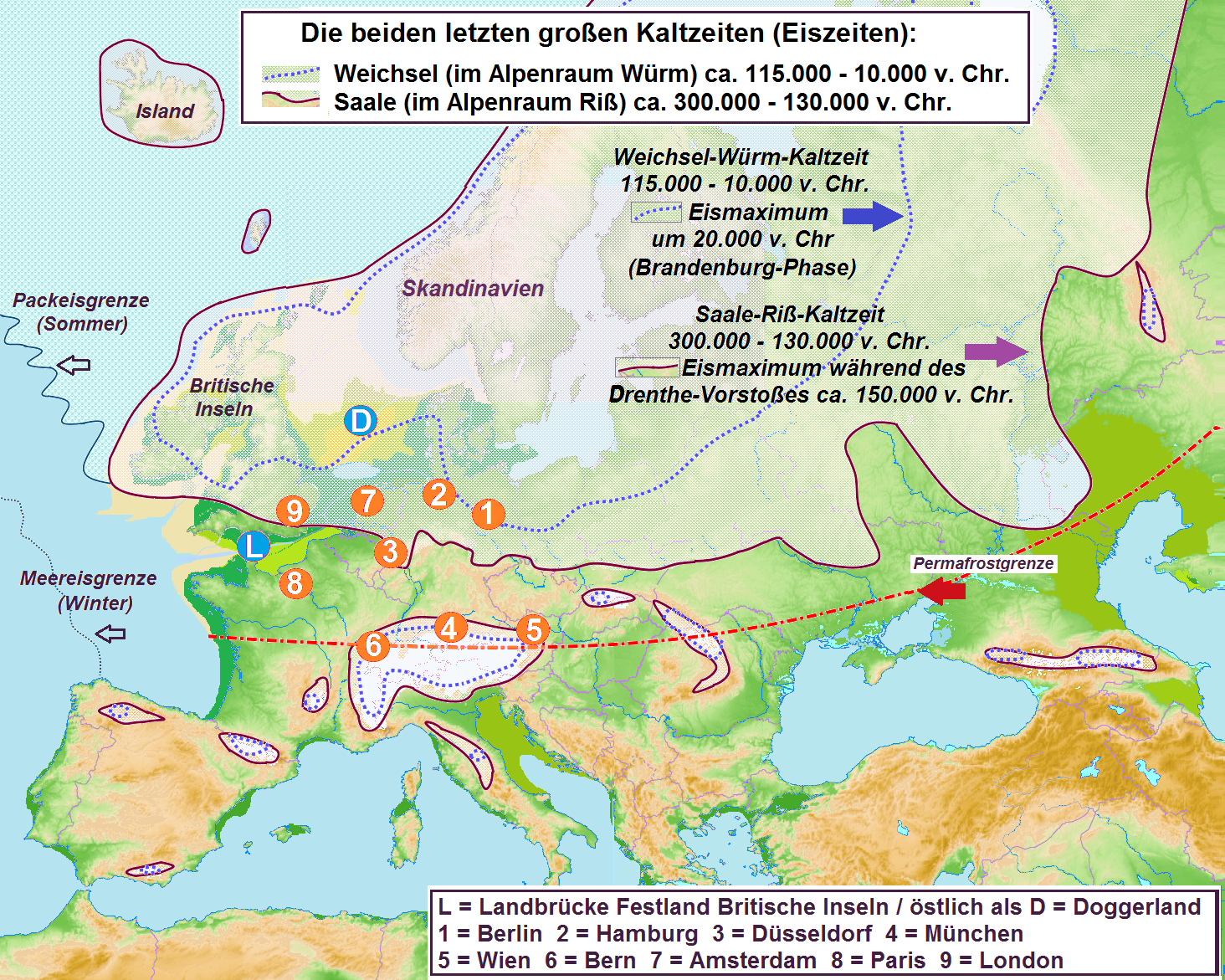
Die Gletschermassen der Saale-Kaltzeit haben wohl jede menschliche Besiedlung, die auf den britischen Inseln vor etwa 500.000 Jahren nachweisbar ist, beendet.

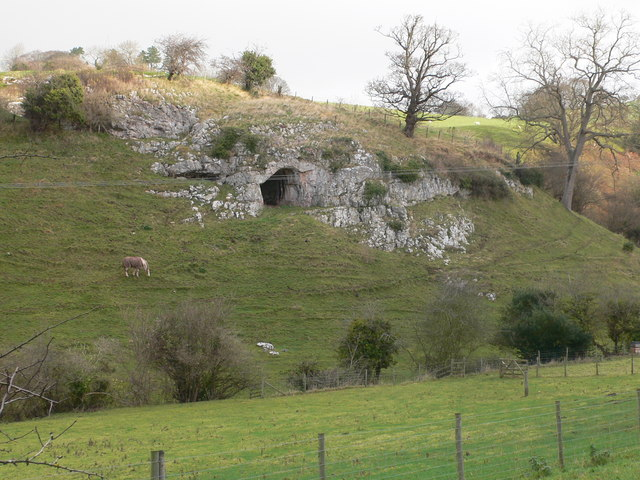
Der Eingang zur Ffynnon Beuno Cave. Eines der dort entdeckten Flintwerkzeuge wurde auf 38.000 v. Chr. datiert. Die Artefakte befinden sich heute im Amgueddfa Cymru – National Museum Wales in Cardiff (Caerdydd).

Eines der ersten Überblickswerke zur vorschriftlichen Geschichte von Wales, publiziert 1925, stammte von Mortimer Wheeler. 1965 veröffentlichten Idris Llewellyn Foster und Glyn Daniel ihr Prehistoric and Early Wales, im Jahr 2000 wiederum wurde Prehistoric Wales von Frances Lynch, Stephen Aldhouse-Green und Jeffrey L. Davies ausgeliefert. Die lange geläufige Trennung zwischen vorschriftlicher und schriftlicher Geschichte wurde dabei zunehmend als bloßer Unterschied in der Quellenlage und der damit zusammenhängende Methodologie betrachtet, zumal, wie John Davies 2005 in seiner History of Wales formulierte: ‚Mit der Geschichte zu beginnen und die Vorgeschichte zu ignorieren bedeutet den Blick für die grundlegende Tatsache zu verlieren, dass, als die Bewohner von Wales die Bühne der Geschichte betraten, bereits jede Entwicklung von Bedeutung stattgefunden hatte‘. Sie verfügten demnach über alle ‚kulturellen, spirituellen und sozialen Attribute des Menschseins‘, auch hätten längst alle technologischen Fertigkeiten zu ihrer Verfügung gestanden, die bis ins 18. Jahrhundert dominierten. Der überaus geringe Unterschied habe für ein weiteres Jahrtausend darin bestanden, dass vor der Zeitenwende niemand etwas Schriftliches hatte abfassen können, während danach die Schriftquellen bis ins Hochmittelalter äußerst knapp und fragmentarisch waren.

### Mittelpaläolithikum, Neandertaler (um 230.000, erneut ab 70.000 vor heute)
Die frühesten archäologischen Funde in Wales stammen aus dem Mittelpaläolithikum. Es handelt sich um 19 Zähne von Neandertalern, die während der Grabungen von 1978 bis 1995 in der Pontnewydd-Höhle (auch Bontnewydd) im Norden des Landes, genauer im Elwy-Tal in Denbighshire entdeckt wurden. Sie stellen zugleich die nördlichsten menschlichen Überreste des Neandertalers dar. Die Zähne lassen sich sechs Individuen zuordnen, die auf ein Alter von rund 230.000 Jahren datiert wurden. Sie gehörten sowohl Kindern als auch Erwachsenen. In der Höhle wurden zudem Tierknochen mit Schnittspuren entdeckt. Diese frühesten Bewohner dürften einer Gruppe angehört haben, deren Schweifgebiet bis in die Niederlande reichte, denn zu dieser Zeit war Großbritannien noch keine Insel.

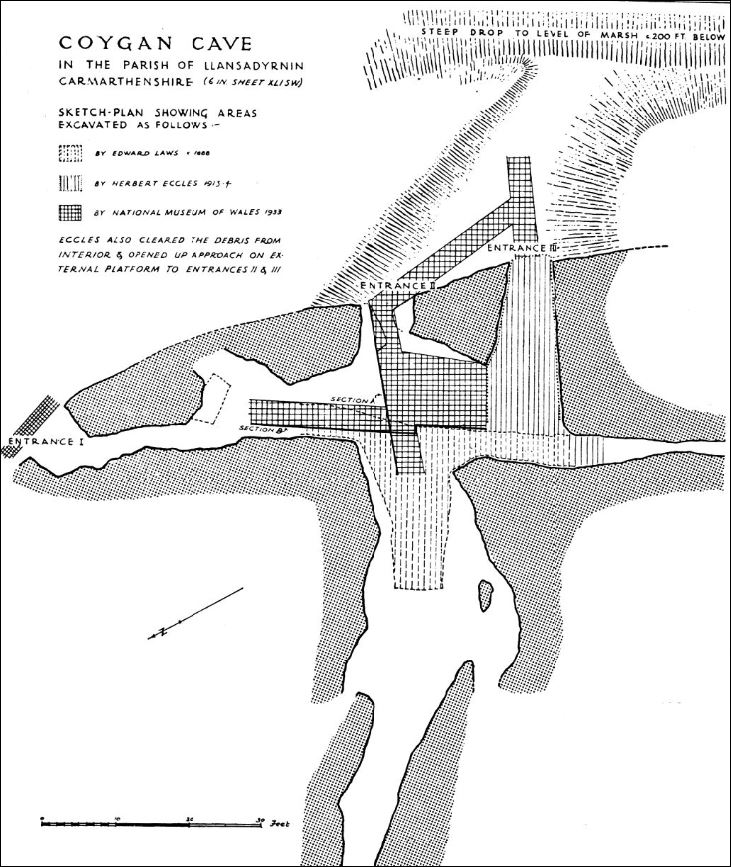
Plan der Coygan-Höhle von 1937

In der zugehörigen Kaltzeit bedeckten schließlich während der maximalen Ausdehnung der Gletscher bis zu 300 m mächtige Eismassen den überwiegenden Teil der britischen Inseln, so dass erst in der nachfolgenden Zeit zwischen 125.000 und 70.000 vor heute menschliche Spuren zu erwarten sind, nämlich von späteren oder „klassischen“ Neandertalern. Diese dürften Wales zur Zeit der maximalen Vereisung bestenfalls saisonal zur Jagd aufgesucht haben. Einige Aufenthalte von Neandertalern ließen sich in der Höhle von Coygan (zwei Faustkeile) nahe Laugharne in Carmarthenshire nachweisen, im Südwesten von Wales. Um 70.000 v. Chr. setzte die letzte Kaltzeit ein, die jedoch um 59.000 und 37.000 v. Chr. durch wärmere Phasen unterbrochen wurde. In dieser Zeit lebten Neandertaler wohl in den Höhlen von Pontnewydd und Ffynnon Beuno in Denbighshire, der besagten Höhle von Coygan – in dieser inzwischen zerstörten Höhle wurden die Artefakte auf ein Alter von 64.000 bis 38.000 Jahren datiert – sowie Paviland auf der Gower-Halbinsel. Diese werden dem Moustérien zugeordnet. Die Menschen jagten in einer trockenen Graslandschaft Mammut, Wollnashorn, Pferd und Tüpfelhyäne.

### Jungpaläolithikum, anatomisch moderner Mensch (35.000 – 20.000 v. Chr., endgültig ab ca. 10.000 v. Chr.)

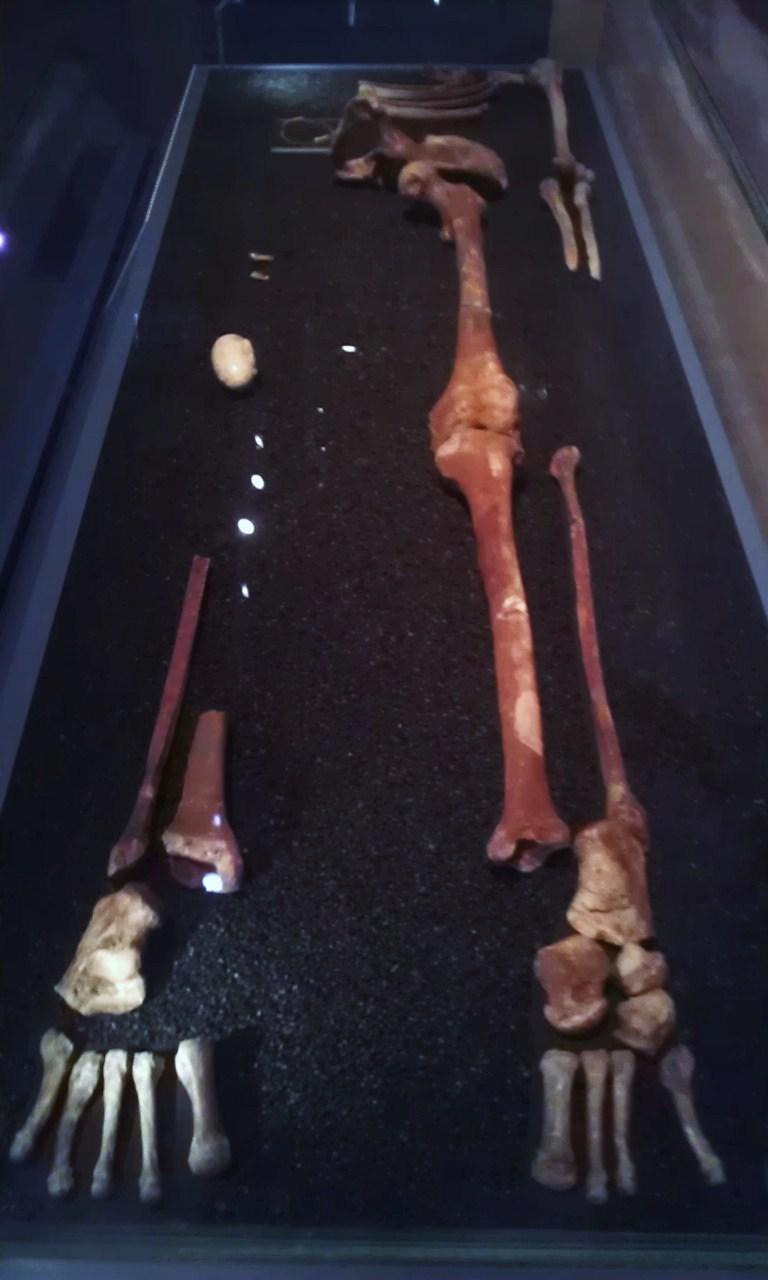
Überreste des wenig mehr als zwanzigjährigen Mannes, der um 31.000 v. Chr. lebte und der 1823 auf der Gower-Halbinsel entdeckt wurde. Heute befindet er sich im Oxford University Museum of Natural History. Er wurde zunächst aufgrund der Ockerfärbung und des beigegebenen Schmuckes als Red Lady of Paviland bekannt und in die Römerzeit datiert.

In Wales waren um 2006 etwa 20 jungpaläolithische Fundstätten bekannt, die sich hälftig auf das frühe und das späte Jungpaläolithikum aufteilten; hingegen stieg die Zahl der Fundstätten in Großbritannien insgesamt von 40 auf 60. Wieder in den Höhlen von Ffynnon Beuno und Paviland fanden sich Werkzeuge aus der Zeit um 26.000 v. Chr.
Der berühmteste Einzelfund ist wohl die Red Lady of Paviland aus den Höhlen von Paviland. Von dem Entdecker, William Buckland, 1823 für eine Frau gehalten, identifiziert man das Skelett heute als einen jungen Mann, der mit Hilfe der Radiokohlenstoffdatierung auf ein Alter von 33.000 Jahren datiert wurde. Der Fund war von den Knochen kälteliebender Tiere wie Höhlenbär (Ursus arctos), Rentier (Rangifer tarandus) und Wollnashorn (Coleodonta antiquitatis) begleitet und stammt demnach vermutlich aus der Denekamp-Warmperiode der Weichsel-Kaltzeit, der archäologischen Epoche des Aurignacien II. Vermutlich war er rituell beerdigt worden.

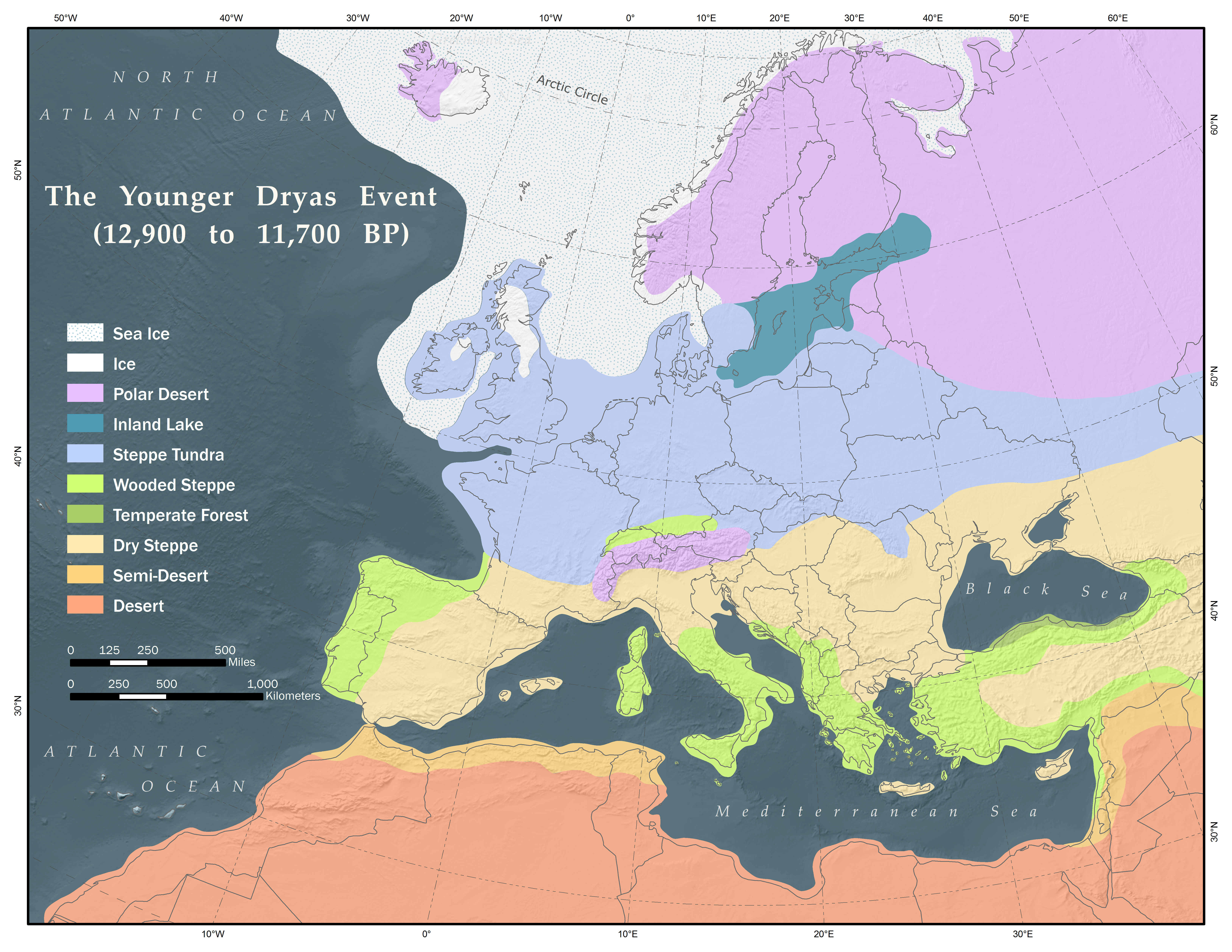
Vegetationskarte Europas und des Mittelmeerraums während der jüngeren Dryaszeit, als sich zwischen 10.730 und 9.700 v. Chr. die Gletscher und die Tundra wieder stärker nach Süden ausbreiteten

Während des letzten Höhepunkts der Eiszeit vor rund 22.000 Jahren war Wales vermutlich unbesiedelt; man nimmt eine Wiederbesiedlung vom Kontinent an. Hoyle's Mouth Cave in Pembrokeshire, mit zahlreichen Rückenmesserfunden und weiteren Feuersteinartefakten ist bereits ein Beispiel für die epipaläolitische Besiedlung. Aus der Zeit um 12.000 bis 10.000 v. Chr. stammt die 15 mal 11 cm messende, kaum mehr zu erkennende Ritzzeichnung eines Rentiers, die 2010 in einer Höhle auf der Gower-Halbinsel nahe der Südküste von Wales entdeckt wurde und die wohl die älteste Felskunst Großbritanniens darstellt. In die Zeit um 11.500 v. Chr. konnte ein mit Zickzacklinien überzogener Pferdekiefer datiert werden, der mit einem Flintwerkzeug bearbeitet worden war. Das Werk gilt als ältester Nachweis für „decorative art“ in Wales, für ornamentale Kunst.
Diese Werke gehören bereits dem Creswellien an, das zwischen 12.800 und 12.000 v. Chr. bestand, eine archäologische Kultur, die einerseits aus dem Magdalénien hervorging, andererseits wies sie enge Verwandtschaften mit der Hamburger Kultur auf. Da Großbritannien zu dieser Zeit noch mit dem europäischen Festland verbunden war, zudem Doggerland noch bestand und damit die spätere Nordsee Mitteleuropa mit Britannien verband, ist diese Verwandtschaft naheliegend. Dementsprechend folgte dem Creswellian der Penknife point complex (bis 10.700 v. Chr.), die Federmesserkultur. Das Creswellien – den Begriff prägte Dorothy Garrod 1926 – ist nach Creswell Crags benannt, einer Fundstätte in Derbyshire. Nachweisbar ist sie nur im südlichen Wales, wo wiederum Paviland eine wichtige Fundstätte darstellt. Hinzu kommen weitere Fundstätten in Pembrokeshire, darunter Nanna’s Cave auf Caldey Island. Jagdbeute waren Rhinoceros tichorinus und Ren, hinzu kommen einige wenige Hinweise auf die Jagd auf Mammute. Diese arktische Welt endete womöglich mit der Erwärmung am Ende der letzten Kaltzeit; während die Angehörigen der Creswellienkultur in einer Tundra lebten, verwaldete die Umgebung der Federmesserleute zunehmend, was die Lebensweise drastisch veränderte, ebenso wie Fauna und Flora. Eine erneute Abkühlung, die von 10.730–9.700 v. Chr. andauerte und ganz Mittel- und Nordeuropa betraf, stellte die Jüngere Dryaszeit dar, ein knappes Jahrtausend, in dem sich die Tundra wieder stärker ausbreitete.

### Mesolithikum (ca. 8500 bis 4500 v. Chr.)
Der Rückzug der Gletscher setzte um 10.000 v. Chr. ein, um 8300 v. Chr. war Wales eisfrei. Die Temperatur stieg bis gegen 3000 v. Chr. weiter an. Damit lebten die Jäger, Fischer und Sammler in einer völlig veränderten Umgebung und mussten sich dementsprechend stark anpassen. Großbritannien wurde eine Insel, Wald verdrängte die Graslandschaften, so dass auch die bisher dort grasenden Herden verschwanden. Um 5500 v. Chr. war ganz Wales, sieht man von den Sanddünen und den Gebieten jenseits von 750 m Höhe ab, von Wald bestanden. Die Graslandbewohner Ren, Mammut und Bison verschwanden, die Waldbewohner Reh und Hirsch sowie Wildschwein wurden nun die bevorzugte Jagdbeute. Dies führte zu einer weitreichenden Änderung des gesamten Lebensstils, der nun nicht mehr auf großen Herden basierte. Die letzten mesolithischen Funde menschlicher Überreste aus Wales stammen aus der Zeit um 5000 v. Chr., die frühesten neolithischen konnten auf etwa 3150 v. Chr. datiert werden, obwohl die Besiedlung der Region bereits früher erfolgte. Wichtige Fundorte sind Prestatyn, Aberystwyth, Burry Holmes (Gower) und The Nab Head (Pembrokeshire).
Für die Jagd auf die meist kleineren Waldbewohner wurden nach dem Rückzug der Gletscher und der Verwaldung des Landes neue Waffen und Jagdtechniken entwickelt. Ähnliches galt für den Fischfang. Es wurden aber wohl auch mittels Feuer Flächen geschaffen, auf denen man Herden halten konnte. Spätestens jetzt wurde auch der Hund eingesetzt. Funde aus dem Mesolithikum sind zahlreicher, besonders an der Küste (z. B. Prestatyn in Nordwales). Ein Forschungsprojekt stellt die Ausgrabung auf Caldey Island in Pembrokeshire, Region Südwales dar, wo versucht wird, die Verschiebungen in der Ernährung durch Isotopenanalyse festzustellen. Zwar blieb die Zahl der Fundstätten gering, doch ließen sich die Aufenthalte von Gruppen zu bestimmten Zwecken an sogenannten „task sites“ nachweisen. So existierten Stellen, an denen Werkzeuge angefertigt wurden, wie etwa The Nab Head an der St Brides Bay in Pembrokeshire (um 8500 v. Chr.), ebenso wie solche, an denen Perlen angefertigt wurden, die als Statusindikatoren galten und womöglich in einen Fernhandel einflossen.
2010 konnte in Star Carr, North Yorkshire gar das älteste mesolithische Haus auf den britischen Inseln nachgewiesen werden. Es entstand um 9000 v. Chr., war vielleicht 500 Jahre lang bewohnt. Das 3,5 m breite Haus wurde von einem Dach überspannt, das auf einem Kreis hölzerner Pfosten ruhte. Darüber hinaus fand man Ruder, Perlen, Pfeilspitzen, sowie Kopfschmuck aus Geweih, was auf eine Ritualisierung hinweist. Bei Trwyn Du auf Anglesey fanden sich unter einem bronzezeitlichen Grabhügel mehr als 5000 Flintartefakte sowie zwei Steinbeile. Die heute von Erosion gefährdete küstennahe Stätte lag zu dieser Zeit an einem Fluss und wurde saisonal aufgesucht. Als erster Nachweis von Kompositwerkzeugen, deren Teile also miteinander verklebt waren, gilt eine Flintspitze, die man in Burry Holms, Gower/Gŵyr fand, und an der sich Birkenpech nachweisen ließ, eine Art sehr früher Klebstoff.

### Neolithikum (ab Anfang 4. Jahrtausend bis etwa 2000 v. Chr.)

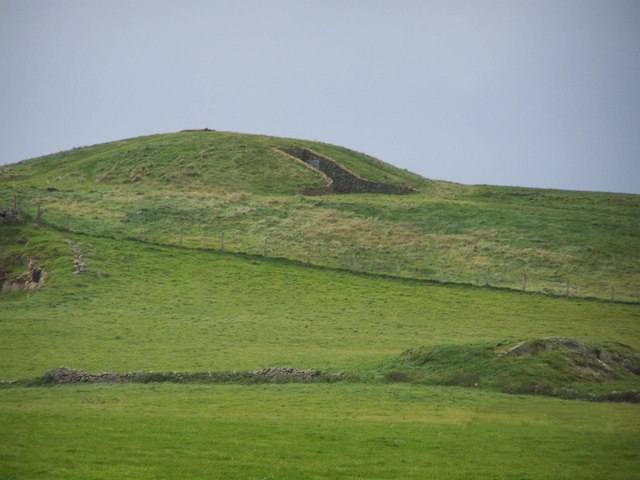
Barclodiad y Gawres auf Anglesey, errichtet um 3200 v. Chr.

Eine weit drastischere Umstellung der Lebensverhältnisse stellte die Ablösung der Jäger-, Sammler- und Fischerkulturen durch bäuerliche Zuwanderung dar, wenn auch die Küstenbewohner wohl länger an ihrer Lebensweise festhielten, sofern sie auf Meereskost basierte (vgl. Nanna’s Cave). Der als Neolithisierung bezeichnete Prozess, der zu Hirten- und Bauernkulturen führte, begann in Wales im 4. Jahrtausend v. Chr., wahrscheinlich durch bäuerliche Zuwanderer aus Frankreich. Dabei finden sich in Wales zwei Siedlungszentren, nämlich im Norden auf Anglesey und in Caernarvonshire, im Süden in Pembrokeshire. Hinzu kommen kleinere Siedlungskonzentrationen entlang der nördlichen und südlichen Küstenabschnitte, aber auch am Fuß des Ardudwy an der Küste von Merionethshire im Norden.
Die ersten Siedler errichteten noch keine Megalithanlagen, doch als sich um 3500 v. Chr. die Bodenbearbeitung im Vale of Glamorgan, in Pembrokeshire und im Usk-Tal, aber auch auf Anglesey ausgebreitet hatte, entstanden die sogenannten Cromlechi, wie der zu dieser Zeit entstandene Gwernvale Cromlech im Tal des Usk. Um 3200 v. Chr. entstand Barclodiad y Gawres auf Anglesey. Die dazu notwendigen, umfangreichen Arbeiten deuten darauf hin, dass größere Gemeinschaften hinter diesen Bauwerken standen. So wurde geschätzt, dass am Vale of Glamorgan mindestens 200 Männer gearbeitet haben müssen. Hier erweisen sich enge bauliche Gemeinsamkeiten mit Irland, während die Cromlechi von Glamorgan und Breconshire, aber auch von Capel Garmon im Conwy-Tal, die zur Severn-Cotswold-Gruppe gehören, stark von der Bretagne beeinflusst waren. Dabei wird angenommen, dass sich zwar größere Gruppen zur Errichtung einer solchen religiös motivierten Anlage, an oder in der auch Tote beigesetzt wurden, zusammenfanden, sie jedoch dann kleineren Gruppen gehörten, die im Umkreis lebten und entsprechend der Auslaugung des Bodens ihre Siedlung innerhalb eines Territoriums im Abstand von wenigen Jahren verlegten. Einziger fester Ort war dabei der jeweilige Cromlech, wobei die Viehzucht gegenüber dem Landbau vorherrschte. Beim Fleisch wurde wohl Rind bevorzugt, aber auch Schaf, Schwein und Ziege wurden konsumiert; hingegen war die Jagd bei den Neolithikern unbedeutend. In Windmill Hill dominierte Emmer mit 90 % beim Getreide. Als Plätze für den Handel, Ritual und Versammlung dienten die größeren Henges, mehr oder minder runde Flächen mit einem Durchmesser von 20 bis 480 m, die von einem Erdwall begrenzt waren, oft mit Gräben auf der Innenseite. Llandygai entstand zwischen 3650 und 3390 v. Chr. und ist damit eines der ältesten Bauwerke dieser Art.
Das herausragende Material der Epoche war Holz, zu dessen Bearbeitung jedoch eine Reihe von Werkzeugen, insbesondere das Beil, erst jetzt überall in Gebrauch war. Mit Graig Lwyd auf dem Penmaenmawr entstand um 3000 v. Chr. eine der frühen Minen, um den dazu nötigen Rohstoff zu gewinnen. Beile aus den dortigen Gruben finden sich fast überall in Britannien, so dass man von einem Handelssystem sprechen kann, Systeme, wie sie sich auch in Festlandseuropa finden. Schmucklose Keramik fand sich auf Anglesey und in Pembrokeshire, die wahrscheinlich aus lokaler Produktion stammt. Im späteren Neolithikum wurde Keramik aber auch eingeführt.
In auffälligem Gegensatz zu dem Aufwand, der für rituelle Zwecke getätigt wurde, steht die Tatsache, dass die Siedlungen in Wales aus nur wenigen, kleinen Häusern bestehen. Ausgrabungen fanden in Clegyr-Boia bei St David's statt, dann Cefn Mabwnws, Breconshire und am Mount Pleasant, schließlich Glamorgan, wo bei Ausgrabungen ein steinernes Haus von 5,7 mal 3,3 m zu Tage trat, mitsamt den Pfostenlöchern für einen Ständer, der ein Stroh- oder Reetdach trug.
Während Causewayed camps und Henge-Monumente im Vergleich zu England kaum vorkommen, besteht eine eindrucksvolle Hinterlassenschaft aus der Jungsteinzeit in etwa 40 Alignements, diversen Menhiren und über 150 erhaltenen Megalithanlagen, insbesondere in Caernarvonshire und auf Anglesey (je etwa 23) und in Pembrokeshire (etwa 40). Etwa 50 Anlagen liegen in Langhügeln, der Rest hat runde (vermutlich ältere, da sie auch überbaut wurden) oder andere Formen. Einige der Stätten haben bekannte Namen und wurden in den vergangenen 200 Jahren mehrfach erforscht und beschrieben. Darunter sind Bryn Celli Ddu, Capel Garmon, Ffostill North, Gwernvale, Nicholaston, Parc Cwm, Pen y Wyrlod II, Pentre Ifan, Tinkinswood, Ty Illtyd und Ty Isaf. Aber erst die jüngst untersuchten Stätten (Dyffryn Ardudwy und Gwernvale) haben akzeptable Rückschlüsse auf die Geschichte der Anlagen erbracht. Die organischen Überreste des Frühneolithikums sind spärlich, aber in Gwernvale in Powys (am Ortsrand von Crickhowell) hat man vor dem Steingrab die Reste eines Holzbaues entdeckt.

Megalithanlagen
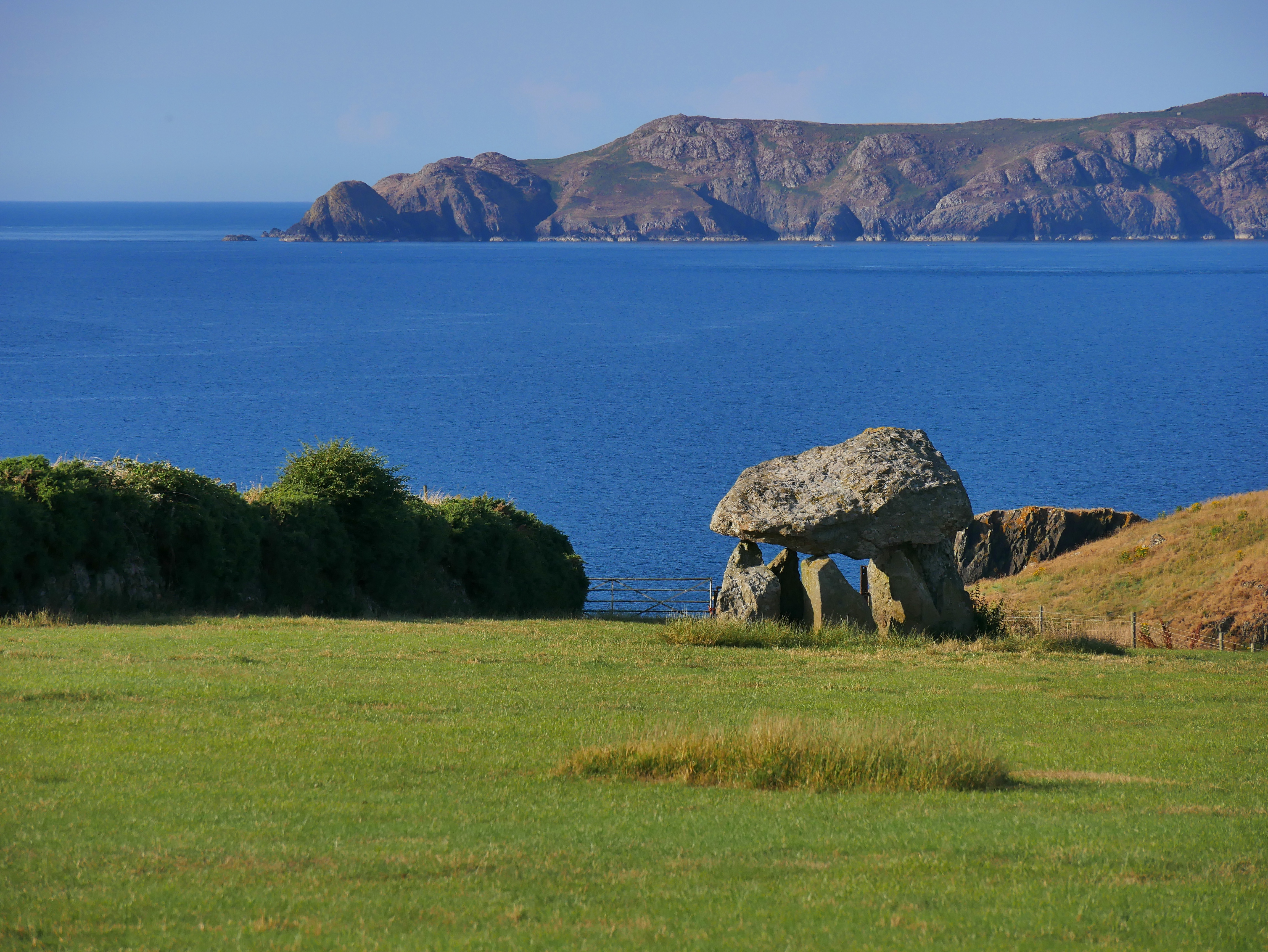
Carreg Samson, Pembrokeshire
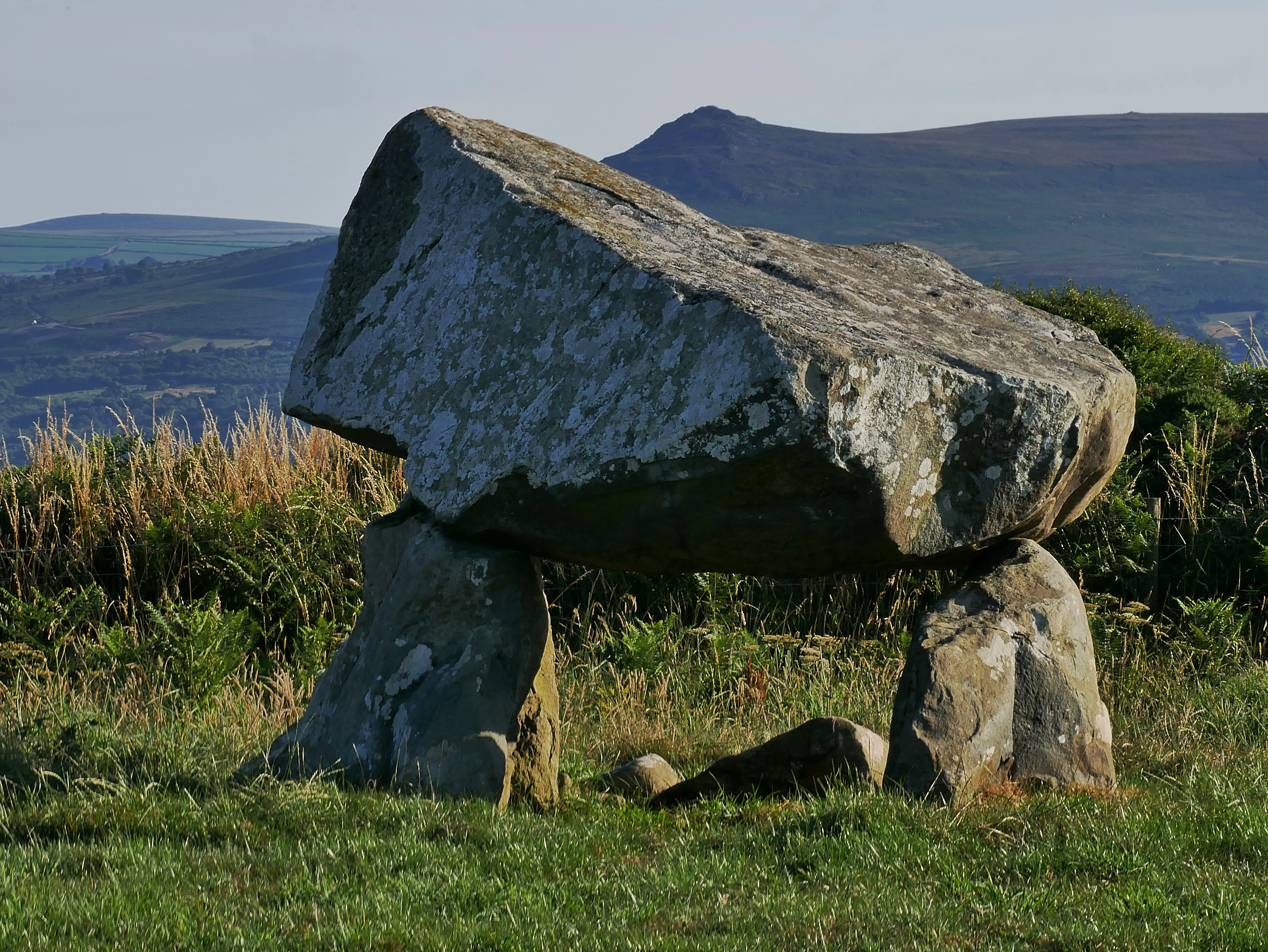
Llech-Y-Tripedd, Pembrokeshire
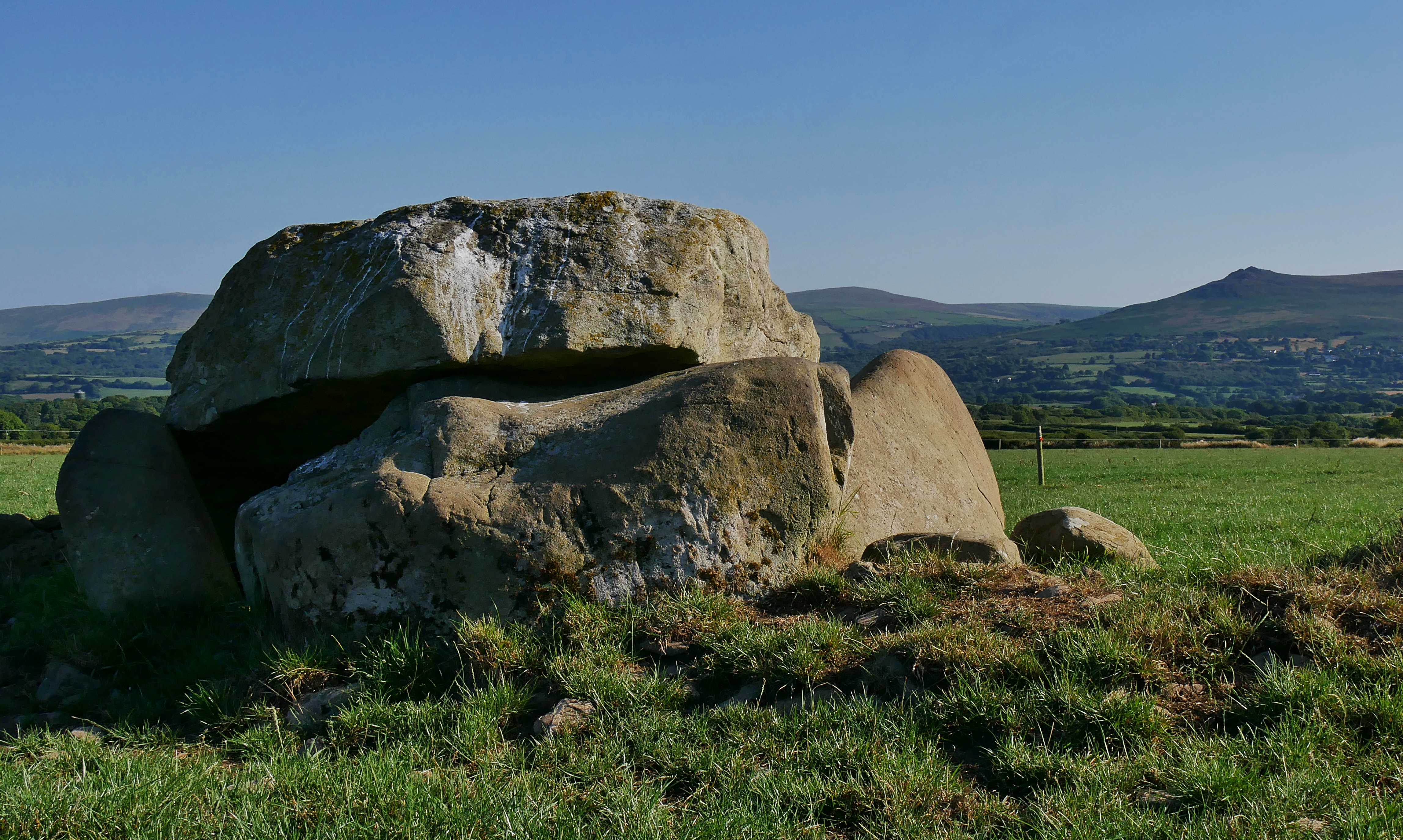
Trellyffaint, Pembrokeshire
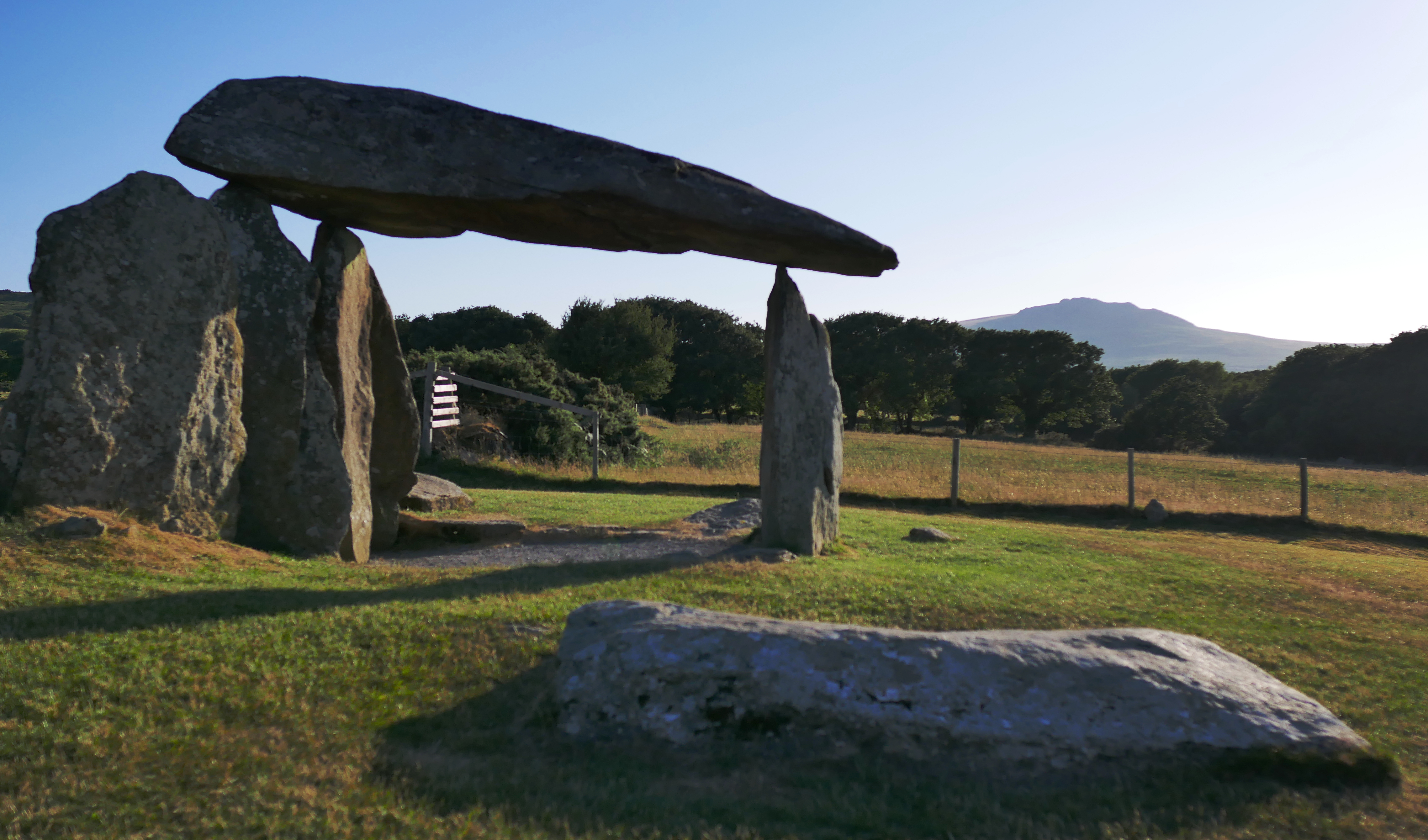
Pentre Ifan, Pembrokeshire
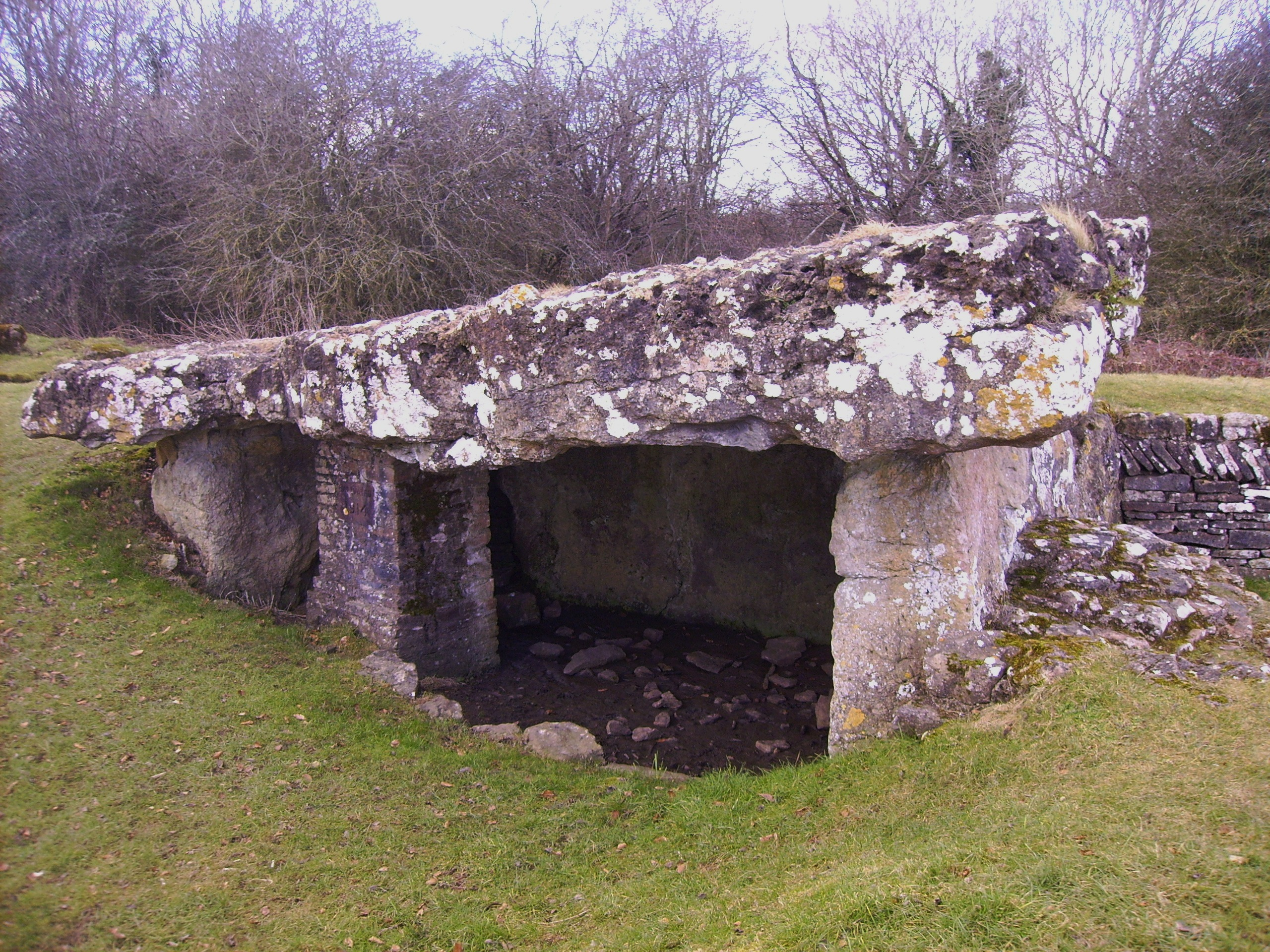
Tinkinswood, Glamorgan

Gegen Ende dieser Epoche spielte für ganz Britannien der Raum um Stonehenge eine Rolle von überraschender Strahlkraft. Die Anlage diente als Bestattungsplatz für offenbar bedeutende Personen aus England, Wales und Schottland. Die Blausteine, die ältesten Steine in Stonehenge, stammten ab etwa 3000 v. Chr. aus dem Südwesten von Wales. Sie dienten anscheinend der Kennzeichnung der überaus wichtigen Grabstätten. In Durrington Walls, der größten neolithischen Siedlung Britanniens, nahe bei Stonehenge gelegen, versammelten sich ab etwa 2500 v. Chr. die Erbauer des Monuments wohl zur Wintersonnenwende und begingen dort ausgedehnte Feierlichkeiten, bei denen vor allem Schweinefleisch konsumiert wurde. Die Besucher stammten aus allen Gebieten der Insel einschließlich dem Osten Schottlands, hingegen stammte ein erheblicher Teil der in Stonehenge aufgefundenen Knochen von Menschen, die in Wales gelebt hatten.

### Bronze- und Eisenzeit, Kelten (ab 2500/2000 v. Chr.)

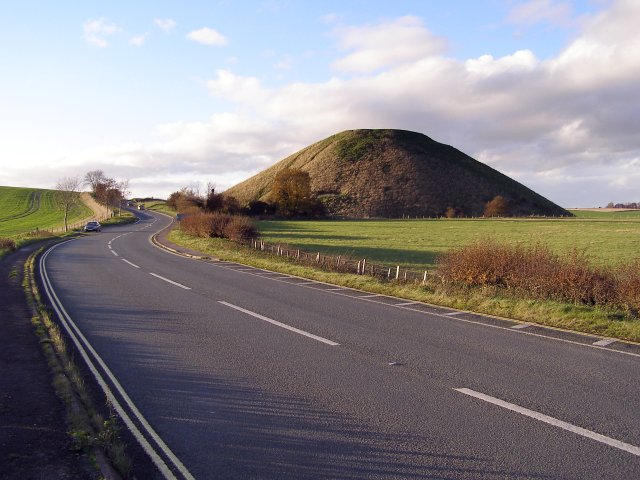
Silbury Hill, entstanden um 2700–2600 v. Chr., ist mit 37 m Höhe und einem Durchmesser von 167 m einer der größten prähistorischen künstlichen Hügel der Welt.

Die Bronzezeit in Wales dauerte frühestens von etwa 2500 bis 750 v. Chr., wobei die Glockenbecherkultur (bis 1400 v. Chr.) bereits zur Bronzezeit gerechnet ist, während man sie in der kontinentalen Chronologie dem Endneolithikum zurechnet. Zwar erscheinen die ersten Metallobjekte, zunächst aus Kupfer, um 2500 v. Chr., dann aus Bronze, doch im allgemeinen Gebrauch war Bronze erst um 1400 v. Chr. Nun wurde Wolle gewebt, das Rad übernommen, Ochsen vor den Pflug gespannt, wie sich insgesamt die Viehhaltung gegenüber der Bodenbebauung weiter durchsetzte. Ab etwa 2000 v. Chr. wurden die Toten in individuellen Gräbern beigesetzt, die Grabbeigaben, vor allem in Form von Gefäßen wurden sehr viel reichhaltiger. Dieser Wandel wird der besagten Glockenbecherkultur zugeschrieben, von der man glaubte, sie gehöre zu Einwanderern aus dem Rheinmündungsgebiet, deren Kultur wiederum zahlreiche Elemente der Steppenkulturen aufwies. Dann wieder bevorzugte man die Wandlung der Kultur aus sich heraus als Erklärungsmuster. Die Angehörigen der neuen Kultur trugen Streitäxte, Bronzemesser und -dolche, dazu Pfeil und Bogen, ihnen war Bier bekannt und sie verarbeiteten Gold. Nun entstanden um die Metallzentren weiträumige Machtstrukturen unter der Führung einer mächtigen Aristokratie oder Priesterschaft. Dies schlug sich auch baulich nieder, etwa in Silbury Hill in Wiltshire, wenig südöstlich von Wales, oder im 30 km entfernten Stonehenge, das möglicherweise zum selben politischen System gehörte.
Die Bewirtschaftung kleiner Felder, die Anlass gab, von Gartenwirtschaft zu sprechen, wurde durch große Flächen abgelöst, wie sie bei Penmon auf Anglesey nachgewiesen werden konnten. Eines der Felder maß 90 * 40 m. Dort wuchsen Weizen, Roggen und Flachs, der Boden wurde mit leichten Pflügen aufgelockert, wie sich auf dem Penmaenmawr nachweisen ließ. Die geringe Zahl von Siedlungen könnte darauf hinweisen, dass halbnomadisches Hirtentum weiterhin vorherrschte. Zugleich ließ das vergleichsweise milde Klima auch die Nutzung höherer Lagen zu. Die Gräber in Caernarfonshire aus der frühen Bronzezeit liegen zu einem Drittel mehr als 400 m über dem Meeresspiegel.
In dieser Periode entstanden nach John Davies (Stand: 2007) über 50 Steinkreise, die etwa 5 % ihrer Gesamtzahl in Großbritannien ausmachen. Im Gegensatz dazu steht die enorme Zahl von Gräbern, die allein in Glamorgan etwa 400 zählen. Zu den Steinkreisen kamen dreieckige und quadratische Steingehege. Die walisischen Kreise, einschließlich der von Penmaenmawr in Caernarvonshire (Griffiths 1960; Lynch 1995), sind fast alle bronzezeitlich. Die Bevölkerungszahl ist auch nicht näherungsweise zu bestimmen; sie reicht von wenigen Tausend bis zur gleichen Einwohnerzahl, die Wales erst wieder um 1100 n. Chr. erreichte. Insgesamt übten Wessex und Irland gleichermaßen einen erheblichen kulturellen Einfluss aus.

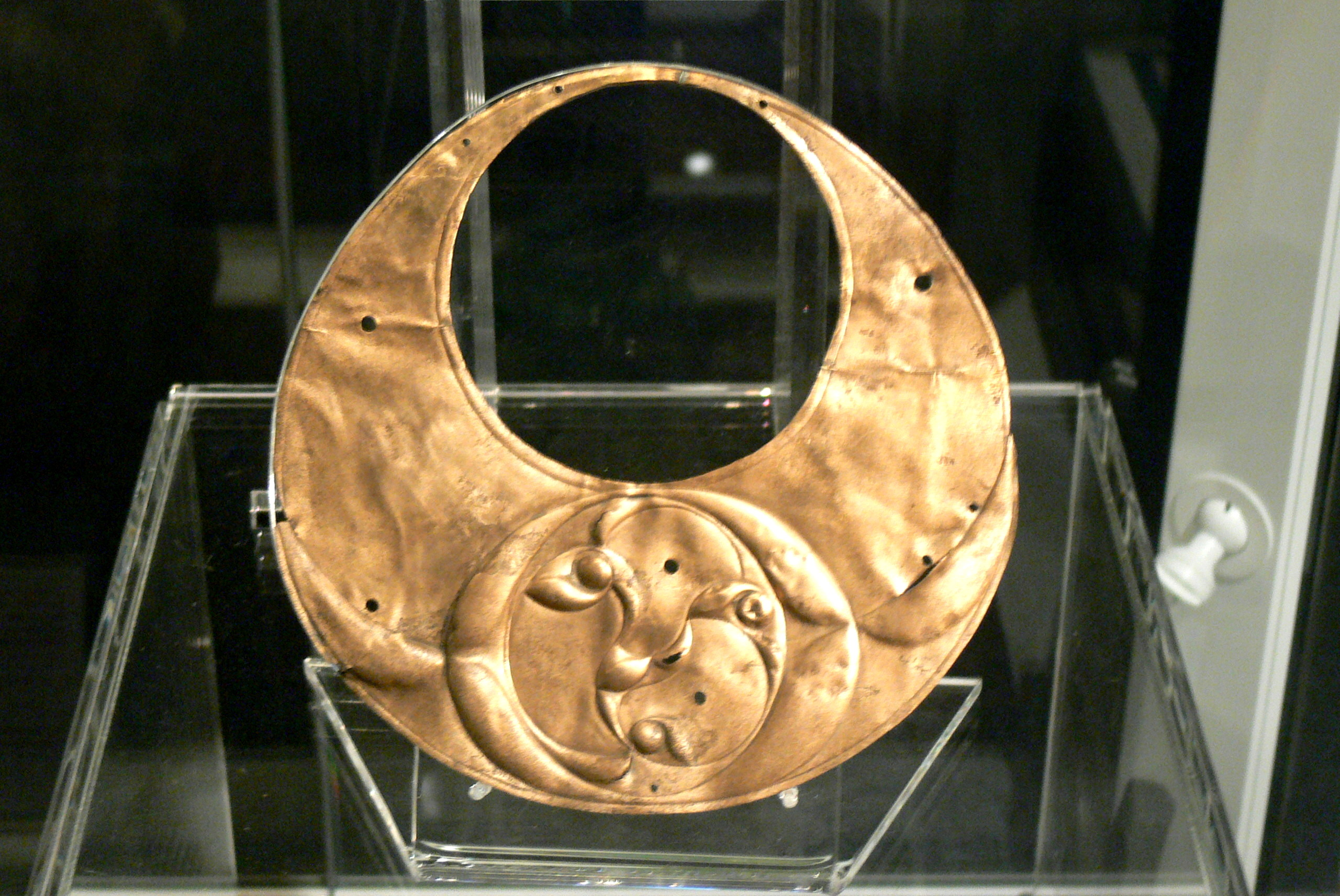
Halbmondförmiger, goldüberzogener Bronzeschmuck mit Triskele, aus dem Depotfund von Llyn Cerrig Bach nahe der Westküste von Anglesey (200 v.–60 n. Chr.), eine Opfergabe

Nach 1400 v. Chr. mussten die Uplands, die höher gelegenen Gebiete aufgrund einer erheblichen Abkühlung aufgegeben werden. Die ursprüngliche Landschaft war dennoch so stark verändert, dass sie nie wieder den Stand vor der menschlichen Nutzung erreichte, auch nicht in den Gebieten, die heute als „unberührt“ gelten. Der zuvor relativ einheitliche Kulturraum Wales zerfiel nunmehr in den Küstensaum und in die höher gelegenen Gebiete, wo noch nicht einmal mehr Keramik in Gebrauch war. Dies weist auf eine Renomadisierung hin, denn für bewegliche Gruppen sind Gefäße aus Holz, Leder oder Metall besser geeignet, als aus zerbrechlichem und schwerem Material. Glockenbecher, Cairns und Steinkreise verringerten ihre Zahl deutlich, hingegen wuchs die Zahl der Werkzeuge, Waffen und des Schmuckes aus Bronze stark an. Hinzu kamen gelegentlich Goldarbeiten, wie etwa die lumula von Llanllyfni, der Moel-Siabod-Schild oder der Nannau-Schildbuckel, die allerdings als Importprodukte gelten. Um 1000 v. Chr. nahm der Abbau von Kupfer stark zu, und auch die heimische Produktion wuchs deutlich an. Dabei entstanden, erkennbar an den Bronzeäxten, regelrechte Schulen. Aus den nun sehr häufigen Waffenfunden wurde auf eine unruhigere, kriegerischere Gesellschaft geschlossen, wozu auch die Höhenburgen passen, die über ein Jahrtausend lang gebaut wurden. So entstand etwa Dinorben um 1000 v. Chr. als eine der älteste Festungsanlagen dieser Art. Diese Anlagen ballten sich vor allem im Südwesten von Wales, dort, wo später die Demetae lebten. Doch gerade bei ihnen bestanden ausschließlich kleine Familienforts, so dass dort offenbar keine übergreifende Autorität bestand. Klimaverschlechterung, sich daraus ergebender Streit um Land oder eine wachsende Bevölkerung werden als mögliche Ursachen für die nun häufigeren Kämpfe gesehen. So entstanden allein in Wales rund 600 Höhenburgen, wie John Davies 2006 anmerkte. Ihre Fläche reichte von einem einzigen befestigten Hof bis zu einer Fläche von mehr als 6 ha. Allein 22 umfassen mehr als 6 ha Fläche. Schon zu dieser Zeit war die Wirtschaft des Landes in der Lage, quasi-urbane Strukturen zu ernähren, es setzte sich aber auch endgültig das territoriale Prinzip durch. Der Nomadismus verschwand weitgehend, es entstand eine stärker hierarchisierte Gesellschaft.
Ob die Kelten tatsächlich zu Beginn der Eisenzeit (750 v. Chr. bis 48 n. Chr.) in mehreren Wellen aus Kontinentaleuropa einwanderten, wie es bis Ende der 1960er anerkannte Lehrmeinung war, wird heute stark bezweifelt. Myles Dillon argumentierte, die Glockenbecherleute hätten die keltische Sprache und Kultur auf die britische Insel gebracht, zu einer Zeit, als die Arier ostwärts bis nach Indien gewandert seien. Dies erkläre die Gemeinsamkeiten zwischen den westlichsten und den östlichsten Vertretern der indoeuropäischen Kulturen. Die Unterschiede zwischen dem Keltischen Irlands und dem britischen (P- und Q-Keltisch) würden sich dann durch die Dauer der räumlich getrennten Siedlung erklären. Das Keltische wird heute vielfach als eine Universalsprache der Händler betrachtet, die sich über kulturelle Grenzen hinweg etablierte; daher sei keine Wanderung als Erklärung vonnöten, sondern ein Akkulturationsprozess.

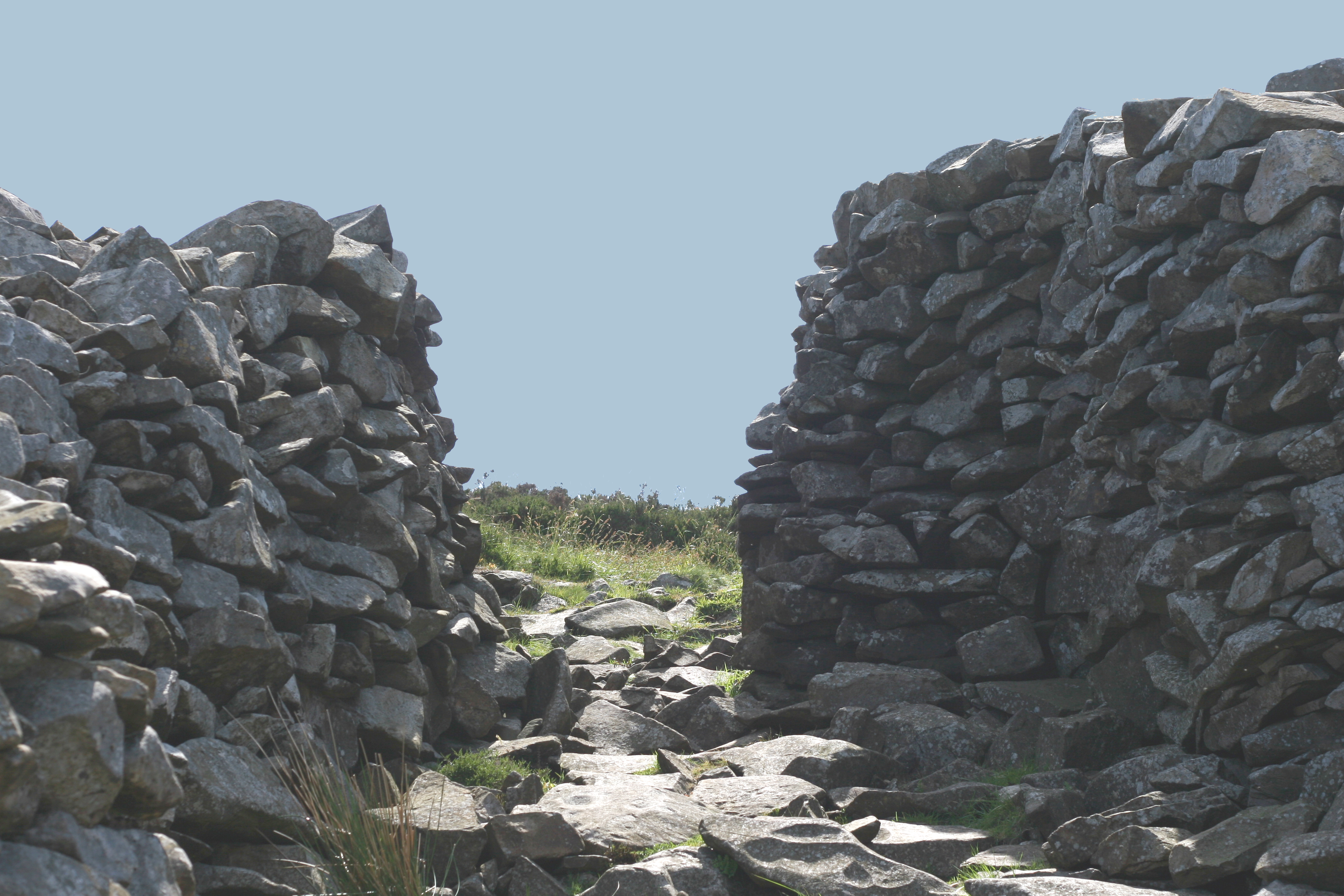
Überreste des Haupteingangs von Tre’r Ceyri

Eine der größten baulichen Strukturen der Eisenzeit stellt die Siedlung Tre’r Ceyri (auch Ceiri) am Fuß des Yr Eifl dar. Die Burg war von einem Ringwall umgeben, in dem sich etwa 150 Häuser nachweisen ließen. Entstanden ist die Siedlung um 200 v. Chr., sie bestand bis in die Römerzeit. Wahrscheinlich lebten dort im Sommer Hirten in einfachen Hütten in etwa 400 m Höhe. Die Höhenburgen erreichten nun ganz andere Größenordnungen. Llanymynech erstreckt sich über 57 ha Fläche. Seine Existenz geht vermutlich auf die Kupferstätten in der Umgebung zurück. Bei dieser Festung und den Anlagen von Breiddin, Ffridd Faldwyn und Oswestry Old Fort handelt es sich möglicherweise um eine Art Grenzforts der Ordovices oder der Cornovii, die vor allem im mittleren Severntal lebten. Einige der Forts erhielten um 200 v. Chr. einen zweiten Ringgraben. Als die Belgae im Süden Englands herrschten, entstanden zusätzlich Türme, Wachkammern und komplizierte Zugänge.
Hingegen entstand im Süden von Wales nichts Vergleichbares. Dort entstanden auf Klippen Verteidigungsanlagen, nur Dunraven bietet bisher eine größere Zahl von Häusern im Innenbereich, nämlich 21. Dort lebten die Silures, die den Römern den heftigsten Widerstand leisteten. Auf ihrem Gebiet fand sich das älteste Eisenartefakt in Wales, nämlich bei Llyn Fawr, wo sich 1908 ein Eisenschwert fand, das um 600 v. Chr. angefertigt worden war. Das Schwert gehört der Hallstattkultur an. Bereits der nachfolgenden La-Tène-Kultur gehörte der Helm (oder Hängetopf) von Cerrigydrudion an, der um 480 v. Chr. entstand. Diese Kultur hatte einen Schwerpunkt auf Anglesey, wo sich mehr als die Hälfte der ihr angehörenden Artefakte fanden. Dabei erweist sich, dass das Pferd eine zentrale Rolle in dieser Kultur spielte. Zudem war die Insel Kernbereich der druidischen Kultur Britanniens zwischen 150 v. Chr. und etwa 50 n. Chr. In Südbritannien, so erweist es die früheste schriftliche Überlieferung, wurde von der Führungsschicht zu dieser Zeit Brythonic gesprochen, eine keltische Sprache.
Münzfunde belegen in Wales während der Eisenzeit mehrere Kleinkönigreiche. Die Deceangli saßen im Nordosten, die Ordovizier im Nordwesten, die Demeter im Südwesten und Silurer im Südosten und die Cornovii im Grenzgebiet zu England. Während der Eisenzeit war Wales fast völlig akeramisch, es gibt aber reiche Funde von Metallgegenständen. Von diesen Stämmen waren die im Südosten ansässigen Siluren und die Ordovicen in Zentral- und Nordwest-Wales die größten und mächtigsten. Sie leisteten auch beim Vordringen der römischen Invasoren nach Wales den größten Widerstand.

## Römische Eroberung (ab 48 n. Chr.), Romanisierung, Christianisierung

Das römische Britannien um 150 n. Chr.

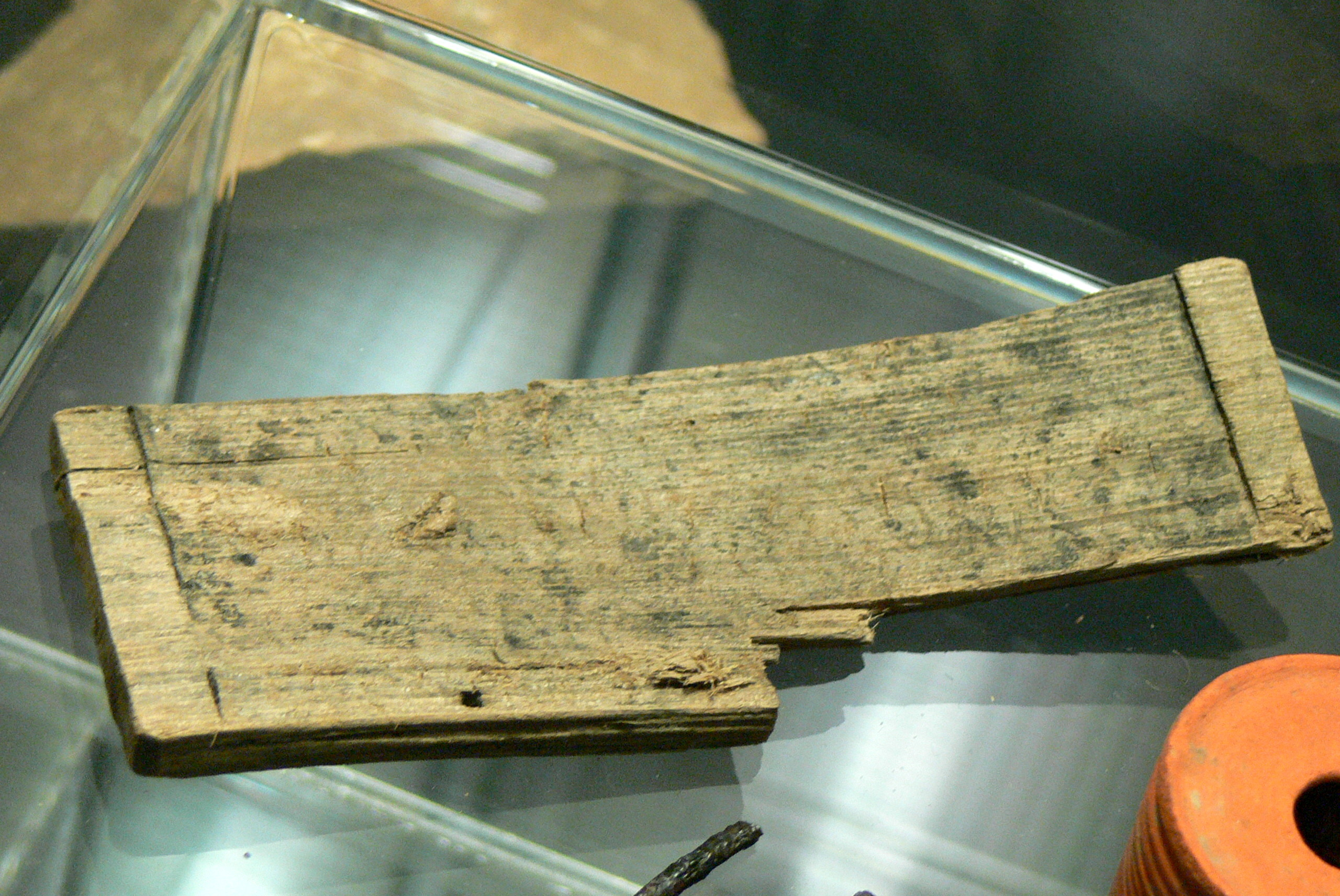
Römische Schreibtafel aus dem Legionslager Isca Silurum im Südwesten von Wales

Sieht man von Caesars Landungen an der Südküste Englands in den Jahren 55 und 54 v. Chr. sowie von Caligulas Ambitionen im Jahr 39 n. Chr. ab, so kam die Insel erst beinahe ein Jahrhundert nach der Eroberung Galliens in den Blick der römischen Eroberer. In diesem Jahrhundert stabilisierten die Belgae ein Reich im Südosten. Um 30 n. Chr. herrschte Cunobelinus, wie ihn die Römer nannten (während er in der walisischen Überlieferung Cynfelyn heißt), vom Stamm der Catuvellauni das Gebiet zwischen Essex und Surrey. Gegen diese neue Macht entstanden in Wales erhöht gelegene Burgen. Als Cunobelinus um 40 n. Chr. starb, folgten ihm seine beiden Söhne Caratacus und Togodumnus, während ein weiterer Sohn namens Amminius hoffte, mit Hilfe der Römer seinen Anteil am Erbe zu erhalten. Damit ließ sich Rom auf eine neuerliche Eroberung ein, die sich diesmal gegen ein Land richtete, in dem fortan regelmäßig etwa jede zehnte Legion stationiert war, wohingegen es nur ein Dreißigstel der Fläche ausmachte. Erneut wurde die Grenze des Reiches verlängert. Im Mai 43 segelte eine Flotte unter Führung des Aulus Plautius mit 40.000 Mann über den Kanal. Im Jahr 47, als die Amtszeit des Statthalters endete, war der Südosten der Insel erobert, die Grenze verlief zwischen Lincoln und Exeter. Einige Stämme betrachteten die neuen Nachbarn als Invasoren, allen voran die Silures im Südosten von Wales, zu denen Caratacus (in der walisischen Überlieferung Caradog) geflohen war. Die in Mittelengland lebenden Brigantes, Verbündete Roms, entwickelten bald ebenfalls Ressentiments gegen die Römer, vielleicht angefeuert von Druiden aus Anglesey. Durch Besetzung der tiefer gelegenen Gebiete, der Lowlands, die sich zwischen den Stammesgebieten erstreckten, versuchte Rom die Stämme zu isolieren. Aulus Plautius nahm 48 die Unterwerfung der Deceangli entgegen. Damit erscheint Wales erstmals – bei Tacitus – in einer Schriftquelle.
Den ersten römischen Angriff begann der Legat Publius Ostorius Scapula im Jahre 48. Der Kampf gegen Siluren und Ordovicen hingegen sollte mehrere Jahre andauern. In der Nähe der Stelle, wo später Gloucester entstand, errichteten die Römer ein Lager für die XX. Legion, dazu kleinere Lager in Usk, Clyro und an anderen Stellen. Als die Siluren in einer Schlacht besiegt wurden, wechselte Caratacus auf das Territorium der Ordovices, wo er aber 51 n. Chr. gestellt und von Scapulas Truppen geschlagen wurde. Dennoch konnte er – seine Familie fiel in die Hand der Römer – noch einmal entkommen. Er floh zu den Brigantes im Norden, deren Königin Cartimandua ihn jedoch an die Römer auslieferte. Caratacus wurde nach Rom verschleppt, wo seine würdevolle Haltung so großen Eindruck beim römischen Volk hinterließ, dass sein Leben verschont wurde.

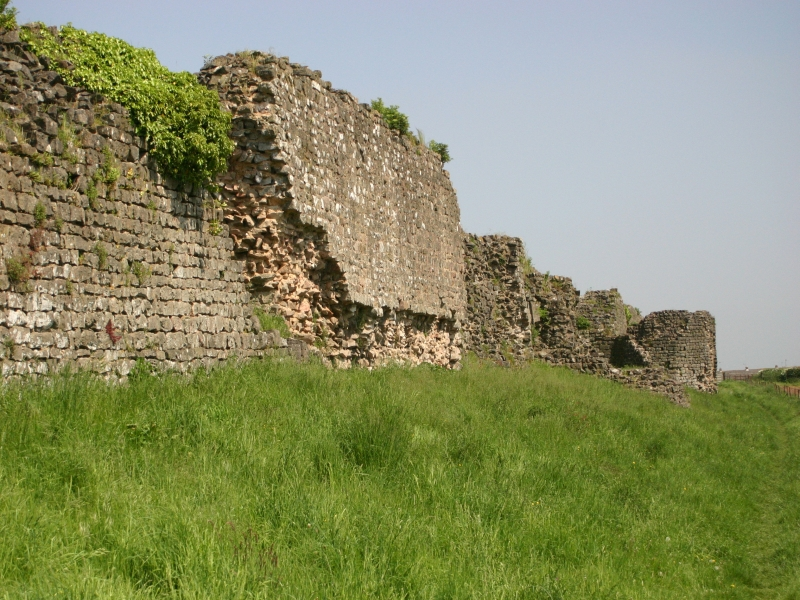
Römische Mauer bei Caerwent (Venta Silurum) im äußersten Südosten von Wales

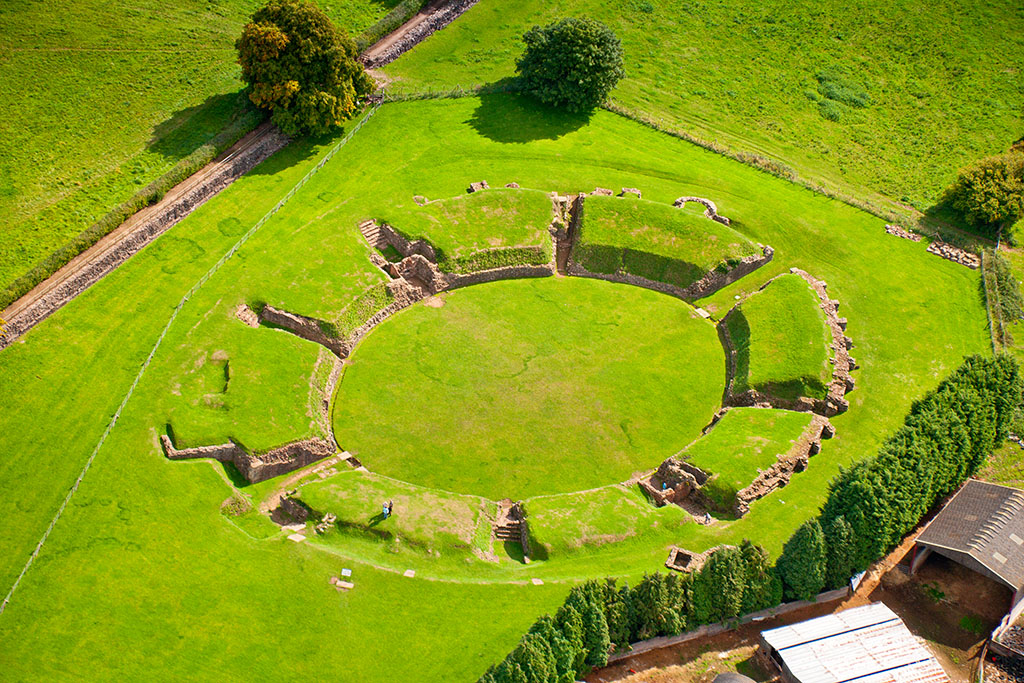
Luftbild des römischen Amphitheaters von Caerleon, erbaut um 80 n. Chr., ebenfalls im Südosten

Die Silures hatten aber noch nicht aufgegeben und begannen nun einen Guerillakrieg gegen die Römer. Scapula starb noch während des Feldzugs, ohne sie endgültig unterworfen zu haben. Nach seinem Tod errangen diese sogar einen Sieg gegen die Legio II Augusta (?). Unter der Statthalterschaft des Caius Suetonius Paulinus gab es keine weiteren Versuche, die römische Herrschaft auf ganz Wales auszudehnen, stattdessen marschierte er 60 oder 61 n. Chr. nach Norden und besetzte die Insel Anglesey (Mona), deren großes Druidenheiligtum, das ein Zentrum des Widerstandes gegen die Römer gewesen war, dabei zerstört wurde. Die dortigen Druiden wurden umgebracht, die heiligen Wälder niedergebrannt. Infolge des für die römische Herrschaft sehr gefährlichen Aufstandes der südöstlichen Stämme unter Boudica, in deren Verlauf Londinium niedergebrannt wurde, musste er jedoch seinen Feldzug abbrechen und eilig in den Südosten zurückkehren, um die Rebellion niederzuschlagen. Wie in zahlreichen anderen Fällen reagierte Rom mit Massakern und Deportationen. Die Siluren wurden erst durch mehrere Kampagnen, die von Sextus Julius Frontinus im Auftrag Kaiser Vespasians geführt wurden, der selbst unter Aulus Plautius gedient hatte, im Jahre 78 endgültig besiegt. Sein Nachfolger Gnaeus Iulius Agricola unterwarf zu Beginn des folgenden Jahres schließlich auch die Ordovices und besetzte erneut Anglesey. Dabei stand die XX. Legion von 67 bis 84 in Viroconium bei Shrewsbury (dann wurde das Lager aufgegeben), weitere Lager entstanden für die zweite Legion (Adiutrix) am Ufer des Dee bei Deva (Chester) und für die Legio II Augusta am Ufer des Usk bei Isca Silurum (Caerleon). Rom führte zwischen 48 und 79 mindestens 13 Kampagnen durch, zeitweise waren vielleicht 30.000 Legionäre im Einsatz. Mindestens 20 Lager entstanden dabei allein in Wales. Archäologische Untersuchungen förderten mindestens 35 Hilfslager zu Tage. Das Fehlen militärischer Strukturen im Südwesten von Wales gab Anlass zu Spekulationen, ob die Demetae den Römern wenig Widerstand entgegengebracht hätten. Doch 2005 wurde ein 9 ha großes Lager in Dinefwr Park bei Llandeilo entdeckt. Nach dem Ende der Kämpfe wurde die Zahl der stationierten Legionäre reduziert, die zwanzigste Legion war ab 120 lange Zeit mit dem Bau des Hadrianswalls an der schottischen Grenze befasst, ab 143 waren viele walisische Legionäre am Antoninuswall tätig.
Die Römer kontrollierten nun den größten Teil von Wales und errichteten zur Absicherung ihrer Herrschaft zahlreiche Straßen und beuteten die Bodenschätze aus, trieben Handel und banden die Wirtschaft in ihr weiträumiges Handelsnetz ein. Es war nun Teil der Provinz Britannia Superior, ab der Spätantike der Britannia Prima, die den ganzen Westen Britanniens mit einschloss. Das Interesse an diesem rauen und gebirgigen Teil Britanniens war abgesehen vom Goldbergbau in Wales gering, da es hier wenig fruchtbares Ackerland gab. Die meisten noch sichtbaren römischen Überreste in Wales sind militärischer Natur. Das Land wurde größtenteils von den Legionslagern in Deva (Chester) und Isca (Caerleon) beherrscht, die durch gut ausgebaute Straßen mit den großen Hilfstruppenlagern Segontium und Moridunum (Carmarthen) verbunden waren. Die Römer gründeten hier nur eine größere Stadt, Venta Silurum (Caerwent), und auch das Kastell Moridunum wandelte sich in späterer Zeit in eine Zivilsiedlung um.
Die Entstehung von villae, die nur in sicheren Gebieten errichtet wurden, zeigt an, dass es etwa um Caermarthen, wirtschaftliche Konzentrationen gab, in denen Hörige oder Sklaven die Arbeit verrichteten. Diese ausgedehnten Häuser stellten das Zentrum umfangreichen Landbesitzes dar. Diese Erzeugungszentren wurden durch die Nachfrage der Armee nach Getreide und vor allem mediterranen Produkten stark gefördert. Möglicherweise kamen Äpfel nach Wales, ebenso wie Hafer, Möhren, Rüben, Pastinaken, Porree, Kirschen, Weinreben, Walnüsse oder Maronen. Die westlichste Villa Britanniens stand in Abercyfar nahe Carmarthen; insgesamt fanden sich etwa zwölf weitere der insgesamt rund 700 Villen Großbritanniens in Wales. Die bekannteste dürfte Llantwit Major sein. Die Druidenreligion wurde durch zahlreiche römische Kulte, darunter der des Mithras, der sich in Caernarfon und Carleon belegen lässt, abgelöst. Dabei versuchten die Bewohner für ihre keltischen Götter Äquivalente in der römischen Götterwelt zu finden. So entstand in Caerwent ein Tempel des Mars-Ocelus. Ein weiterer Tempel entstand 367 in Lydney auf der Caerwent gegenüber liegenden Seite des Wye. Es handelte sich um einen Tempel für Nodens, den Gott der Heilung, daher wurde die Anlage später als „eine Art Lourdes bezeichnet“, eine Pilgerstätte für Kranke, die dort hofften Heilung zu finden. Doch schon zwei Generationen später verschwanden sämtliche Ausprägungen der älteren Religionen zugunsten des Christentums, das 394 römische Staatsreligion wurde.

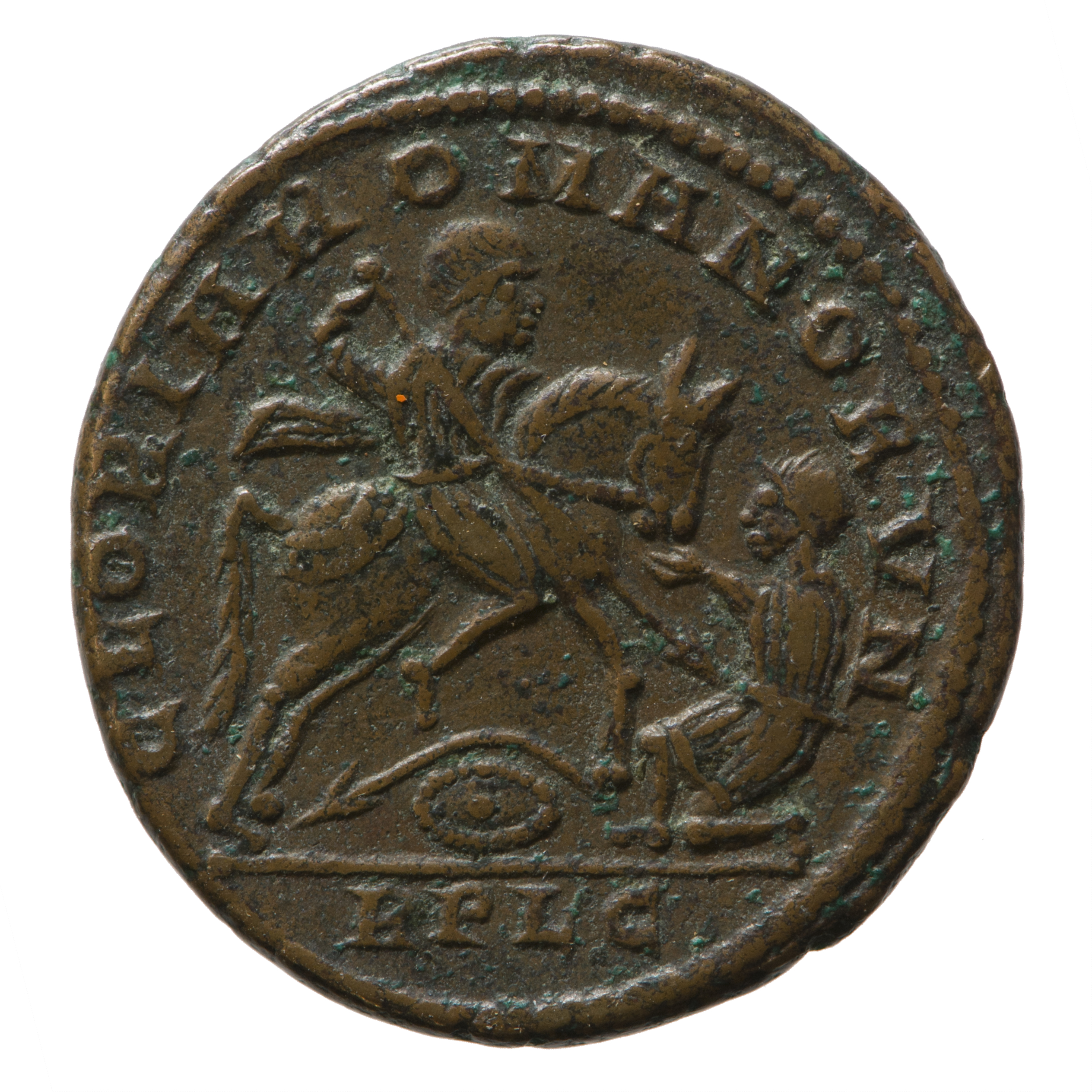
Rückseite einer Münze des Magnentius (350–353), auf der er als Berittener einen „Barbaren“ niederstößt

Von Magnus Maximus (383–388) wird behauptet, er sei für den Abzug eines Großteiles der römischen Truppen aus Wales verantwortlich gewesen, 20 Jahre bevor Britannien 410 von den Römern aufgegeben und sich selbst überlassen wurde. Daraufhin nahmen die Überfälle irischer Seeräuber zu, so dass die Kastelle schließlich aufgegeben werden mussten, da sie nicht mehr zu verteidigen waren. Im walisischen Epos Mabinogion tritt Maximus als Macsen Wledig auf, der mit Elen Luyddawg, der Tochter eines Clanführers aus der Region um Segontium, verheiratet war. Diese Geschichte ist wahrscheinlich nur eine Legende, dennoch gibt es einige Anhaltspunkte dafür, dass sie auf einem historischen Kern beruht.
Die Amtssitze der Bischöfe wurden zugleich zu Kernen der Administration und der politischen Machtausübung. Doch nur wenige römische Amtsbegriffe drangen in die walisische Sprache vor. Wahrscheinlich 213 oder ein Jahrzehnt früher wurde Britannien in zwei Provinzen aufgeteilt, Wales wurde vermutlich Teil von Britannia superior. Auslöser war möglicherweise der Aufstand des Clodius Albinus, der 196 nach dem kaiserlichen Diadem gegriffen hatte. Wohl unter Constantius wiederum wurde die Insel in vier Provinzen aufgeteilt, Wales gehörte nun zu Britannia Prima mit der Hauptstadt Cirencester. Trotz der verschiedenen Usurpationsversuche florierte die Wirtschaft Britanniens in der Zeit zwischen 250 und 350. Noch 361 genügte der Getreideertrag der Insel, um 361 den Caesar Iulianus zu unterhalten. Doch im Norden musste 211 der Antoninuswall aufgegeben werden, um 300 saß in York ein Dux Britanniarum. Zugleich nahm um diese Zeit die Bedrohung über die Irische See zu, denn die Küsten wurden nun stärker befestigt. In dieser Zeit siedelten sich Siedler aus Irland im Nordwesten und Südwesten von Wales an. Auch vom südlichen Festland sah man Gefahren, so dass dort ein Comes Litus Saxonicum für den Schutz gegen die ‚sächsische Küste‘ zuständig war. Offenbar litt die Wirtschaft, die Bevölkerung verlagerte sich oder ging zurück, wie etwa in Viroconium nahe der Ostgrenze von Wales, wo die dortige Kathedrale um 350 aufgegeben wurde. Als Stilicho den Kern des Weströmischen Reiches bedroht sah, wurden 401 Truppen aus Britannien abgezogen, schon 405 wurde die Westküste Wales’ von einem Piraten namens Nial geplündert. Allein drei Usurpatoren versuchten in den nächsten Jahren Kaiser zu werden, so dass weitere Truppen ins Reich abgezogen wurden. Constantinus wurde 411 beim Marsch nach Rom getötet. Wie der Geschichtsschreiber Prokop später erläuterte, ...blieb Britannien ab dieser Zeit unter der Herrschaft von Tyrannen (d. h. wohl Usurpatoren). Kaiser Honorius gab den Briten, die nun ohne Verteidigung waren, Anweisung, alles für ihre Verteidigung zu unternehmen.

## Angelsächsische Eroberung Englands, Fürstentümer, Einigungsversuche (5. bis 11. Jahrhundert)
Infolge der Völkerwanderung germanischer gentes (gens, gentis = Geschlecht, Gattung, Volk) nach Westen wurde die Aufrechterhaltung der römischen Macht in Britannien immer schwieriger. Neben einer allgemeinen Schwächung bedingte vielleicht die Ankunft der Angeln und Sachsen in Britannien den Rückzug der letzten Legionen im Jahre 410. Vielleicht bedingte aber auch der Abzug der Römer die Ankunft der Angeln, Sachsen und Jüten. Während einige Forscher annehmen, die Angelsachsen seien schon um 380 nach Britannien gelangt – zunächst auf Einladung der Römer –, geht die Mehrheit der Historiker davon aus, dass dies um 440 geschah.
Römisch beeinflusste Kleinreiche rangen mit den Angeln und Sachsen um die Vorherrschaft im östlichen Britannien, während Wales sich selbst überlassen blieb. Infolgedessen wurde Wales von seinen keltischen Nachbarn in Schottland und Cornwall abgeschnitten, auch wenn Spuren römischer Zivilisation noch längere Zeit erhalten blieben – so setzte man noch im 6. Jahrhundert lateinische Inschriften, in denen korrekt nach Consuln datiert wurde. 2016 waren aus Wales und den angrenzenden Gebieten mehr als 570 Inschriften des Frühmittelalters bekannt. Zudem bezeugen archäologische Funde nun sogar direkten Seehandel mit dem Mittelmeerraum.

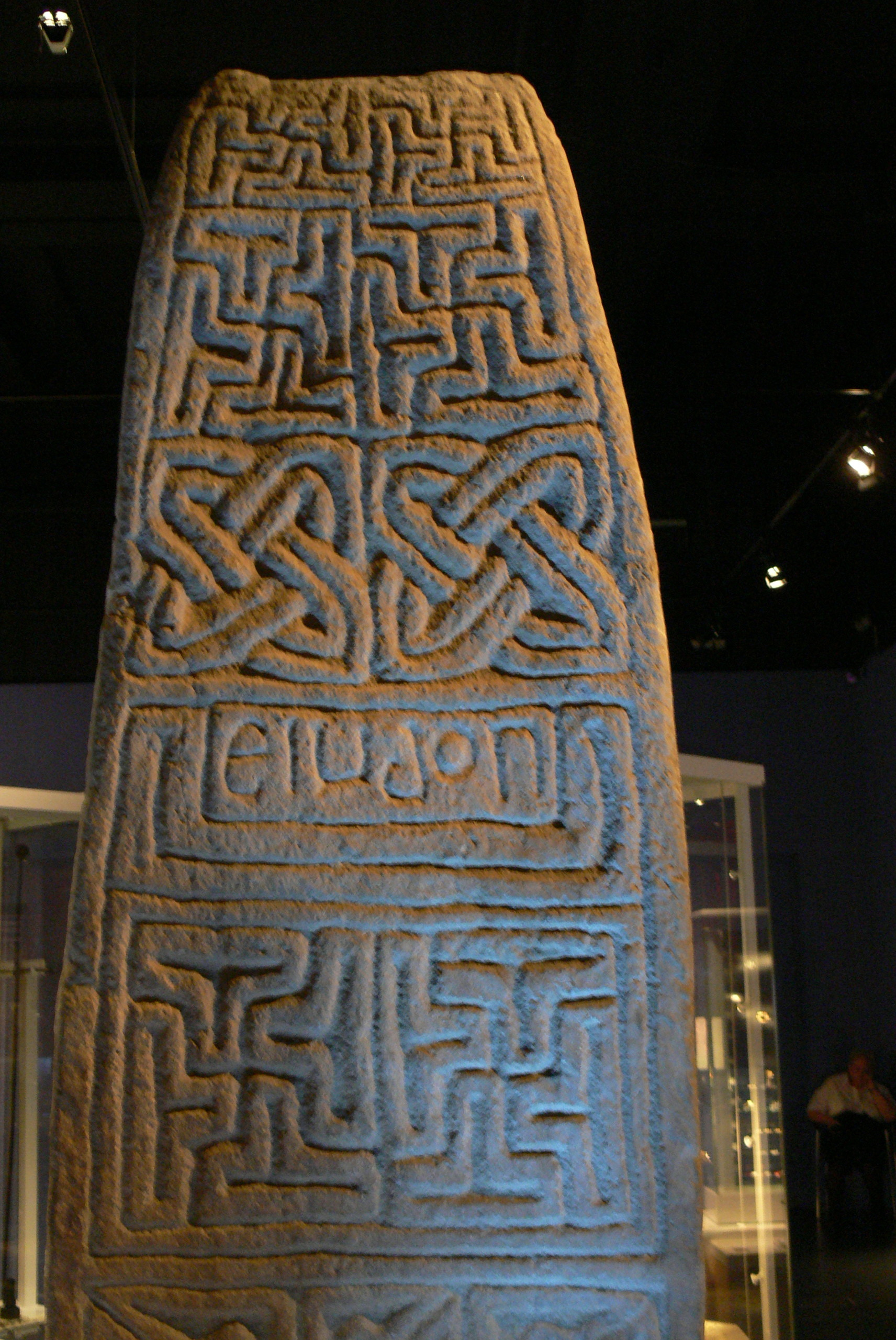
Kreuzfragment mit der Inschrift „Eiudon“ aus Llanfynydd, National Museum of Wales, Cardiff. Es stand in Aber Sannan, um dann nach Golden Grove verbracht zu werden. Das Kreuz stand, folgt man der jüngeren Forschung, bei Court Henry und stammt aus dem 10./11. Jahrhundert.

Der älteste bekannte Autor Gildas († 570) beklagt die mangelhafte Befolgung christlicher Grundsätze. Das Mönchtum wird in dieser Zeit fassbar, vor allem im Südosten (Llancarfan) und Südwesten (Menevia, St. David's). Sein Einfluss reichte bis nach Irland. Die Namen von etwa 35 Klöstern sind überliefert, die wohl in Föderationen miteinander in Verbindung standen. Ob die walisische Sprache bald nach 600 verschriftet wurde, ist umstritten. Die erste Inschrift, die mehr als Namen bietet, ist die Inschrift von Towyn (um 800); älteste walisische Glossen stammen aus der Mitte des 9. Jahrhunderts. Dabei ging die Kirchenorganisation eigene Wege. So gab es verheiratete Priester, vor allem aber gab es Bischöfe, die keine festen Territorien hatten.
Mit der normannischen Eroberung Englands erlangte St. David's im äußersten Westen eine erhebliche Aufwertung, denn Wilhelm der Eroberer selbst pilgerte 1081 zu seiner Kathedrale. Außerdem wurde er kurz nach 1115 heiliggesprochen. Zwei Pilgerreisen dorthin galten so viel wie eine Pilgerreise nach Rom.

Die walisischen Fürstentümer im 11. Jahrhundert vor der englischen Eroberung

Wichtige Quellen sind die 149 in Walisisch und Latein abgefassten Urkunden im Book of Llandaff, die aus dem 7. bis 9. Jahrhundert stammen. Politisch geprägte Dichtung ist erst ab dem 13. Jahrhundert überliefert (Canu Aneirin, Canu Taliesin, Stanzas of the Grave, Gododdin). Die älteste Chronik stellen die Annales Cambriae dar, hinzu kommen Genealogien aus dem 10. Jahrhundert. Im 6. Jahrhundert sind vier Königreiche bekannt, nämlich Gwynedd, Powys, Dyfed und Gwent, wobei außer Gwent alle bis Ende des 12. Jahrhunderts Bestand hatten. Hywel Dda (‚der Gute‘, † 950) vereinigte zeitweise Gwynedd und Dyfed. Umstritten ist, ob ihm die Aufzeichnung des Walisischen Rechts zuzuschreiben ist.
Wales wurde in eine Vielzahl von teils irischen Kleinkönigreichen der Déisi aufgeteilt, so dass ein beachtlicher Teil von Ogam-Steinen in Wales zu finden ist. Offenbar wurden gegen die Iren Befestigungen erbaut, wie etwa Dinas Powys und Dinas Emrys bei Cardiff und Snowdon.
Es gab kaum Herrscher, die das ganze Land regierten; der erste war offenbar Rhodri Mawr während des 9. Jahrhunderts. Dennoch wurde das Land durchgängig als Einheit wahrgenommen, was sich in der Bezeichnung Cambria (Cymru) für das Land und Cambrenses (neuwalisisch Cymnry, gemeinsame Bewohner) für die Bevölkerung widerspiegelt. Die Bewohner wurden auch als Britones bezeichnet, während Wales, bzw. Waliser eine englische Fremdbezeichnung ist, die etwa bei Giraldus Cambrensis erscheint. Dennoch wurde diese Fremdbezeichnung im 13. Jahrhundert Teil der Fürstentitulatur, etwa in der Form princeps Wallie. Auch das Walisische Recht kennzeichnete einerseits diese Auffassung von der Landeseinheit, verfestigte sie aber auch.
Rhodris Enkel Hywel ap Cadell, mit dem Beinamen ‚der Gute‘, starb 950. Nach Jahrzehnten der Instabilität, die dem Tod Howells des Guten folgten, gelang es Gruffydd ap Llywelyn von 1039 bis 1055 einen Großteil von Wales zu vereinigen. Im Kampf gegen Harold von Wessex verlor Wales mit ihm 1063 seinen bis dahin mächtigsten Herrscher.
Ein großes Hindernis, ein zusammenhängendes Reich zu errichten, war das traditionelle Erbrecht in Wales. Alle Söhne erhielten den gleichen Teil der Besitztümer ihres Vaters (auch alle illegitimen Söhne). Die Folgen waren langwierige Kämpfe und die erneute Teilung der schrumpfenden Ländereien in immer kleinere.

## Feudalisierung, normannische Angriffe, Grenzmarken und englische Eroberung (Ende 11. Jahrhundert bis 1284)

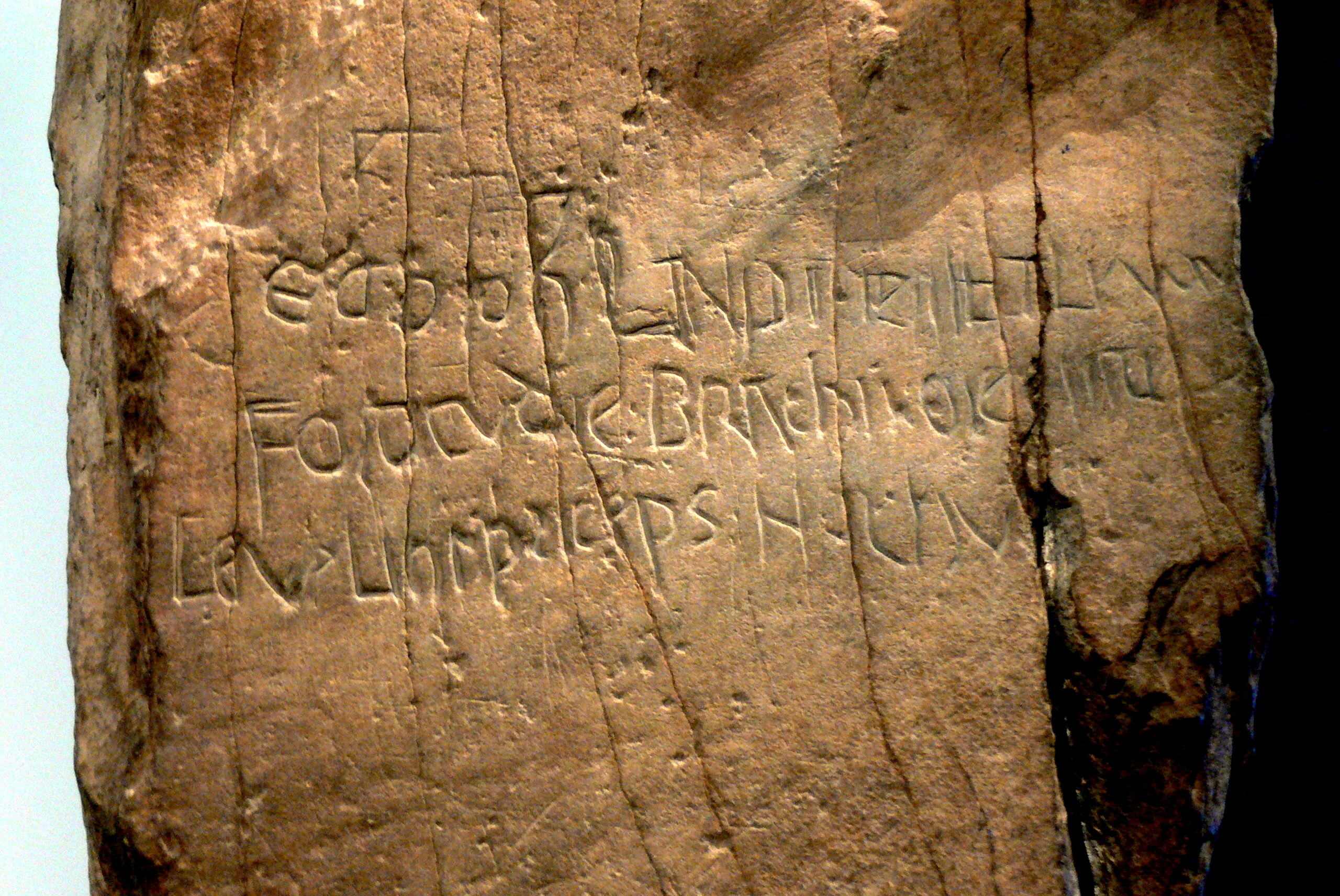
Die Aberconwy-Inschrift entstand um 1198–1230. Es handelt sich um eine walisisch-lateinische Inschrift zur Erinnerung an eine Schenkung von Llywelyn ab Iorwerth († 1240) an die Abtei Aberconwy. Sie wurde in Pentrefoelas entdeckt und lautet „Ed vidh LN DI env aLevone Fortitudine Brachii mesure Leveline princeps Northvallie“ (‚Der Name Levelin kommt von llew – Löwe, und von der Macht von elin – Arm, o Levelinus, Fürst von Nordwales‘), National Museum of Wales, Cardiff

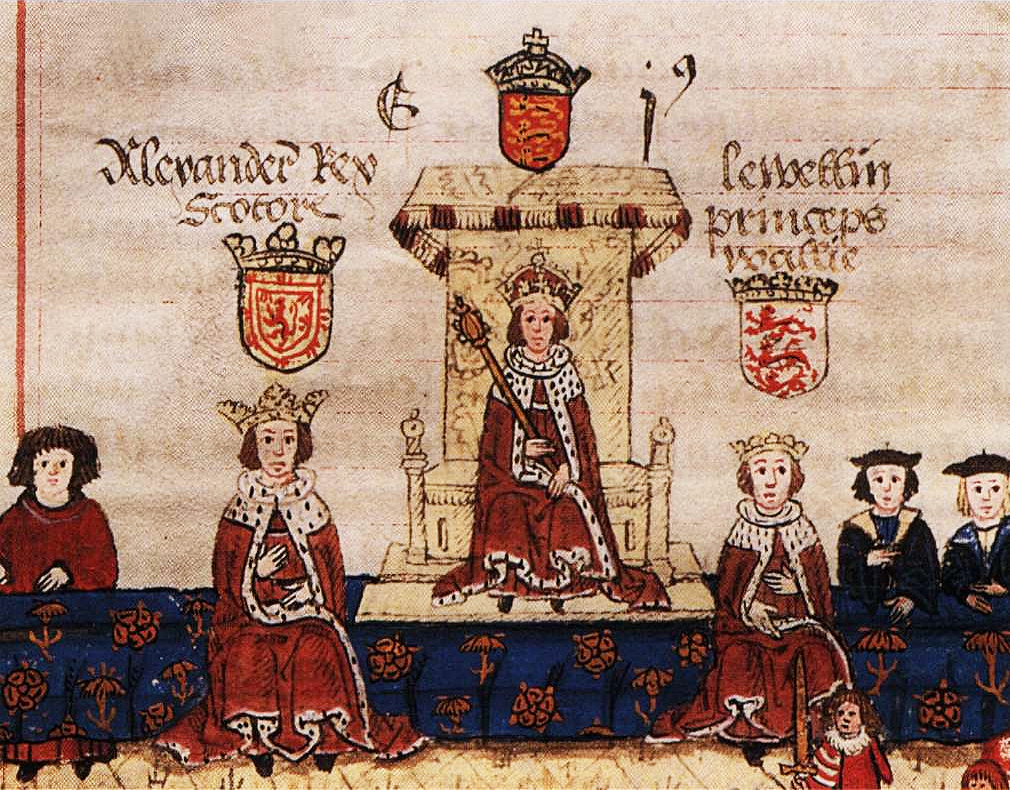
Drei Herrscher im englischen Parlament: Alexander III. von Schottland („Rex Scotorum“), links dargestellt, Llywelyn ap Gruffydd, rechts, in der Mitte der englische König Edward I.

Bereits vor der normannischen Eroberung 1066 hatten die Angelsachsen unter Führung von Wessex unter Harold Godwinson versucht, Südostwales zu erobern. Im Zuge dieser Kämpfe war der walisische Herrscher Gruffydd ap Llywelyn, der ab 1055 ganz Wales dominiert hatte, im Jahr 1063 getötet worden. Die anschließende Machtzersplitterung gilt im Rückblick als bester Schutz gegen eine schnelle politische Übernahme durch den englischen König. Unmittelbar nach der normannischen Eroberung von England, die zunächst den Druck der Angelsachsen wegnahm, beauftragte Wilhelm der Eroberer mehrere seiner Vertrauten mit der Eroberung walisischer Fürstentümer, von denen man annahm, sie würden den angelsächsischen Widerstand gegen die Eroberer unterstützen. Nach dem Tod von Gruffydd ap Llywelyn war Wales wieder in mehrere Fürstentümer zerfallen und die frühen normannischen Vorstöße hatten keine dauerhafte Wirkung. Die zur Grenzsicherung eingesetzten Herren der Welsh Marches, der Gebiete entlang der walisischen Grenze, konnten sich nicht durchsetzen, sondern es entstand eine Vielzahl von Baronien. Es folgten Burgenbauten und weitere Angriffe, doch erst 1081 unternahm König Wilhelm selbst einen Feldzug, der jedoch vielfach als Pilgerreise erschien. Diese war zugleich eine Machtdemonstration und führte dazu, dass ihm Rhys ap Tewdwr, der König von Deheubarth, huldigte. Wilhelm bestätigte im Gegenzug Rhys im Besitz von Deheubarth. Sein Sohn und Nachfolger Wilhelm Rufus unterstützte neue Angriffe der Marcher Lords auf Südwales. Auch auf das mittlere und nördliche Wales erfolgten Angriffe. Vermutlich durch die brutale Herrschaft der Eroberer wurde ab 1094 eine Reihe von Aufständen provoziert, die Erhebungen blieben jedoch lokal begrenzt und waren nicht vernetzt. Um seine Herrschaft zu sichern, unternahm Wilhelm Rufus 1095 und 1097 Feldzüge, zunächst gegen Gwynedd. Doch die Waliser mieden die offene Feldschlacht. Gegen 1100 waren die Normannen in Nordwales bis östlich des River Conwy zurückgetrieben; im äußersten Westen blieb Pembroke in normannischer Hand, ebenso wie die Ebenen von Glamorgan, Gwynllwg und Brecknock im Südosten. Nun versuchte Wilhelm Rufus durch Belehnung von walisischen Fürsten wie Cadwgan ap Bleddyn und Gruffydd ap Cynan seine dortige Herrschaft zu festigen.

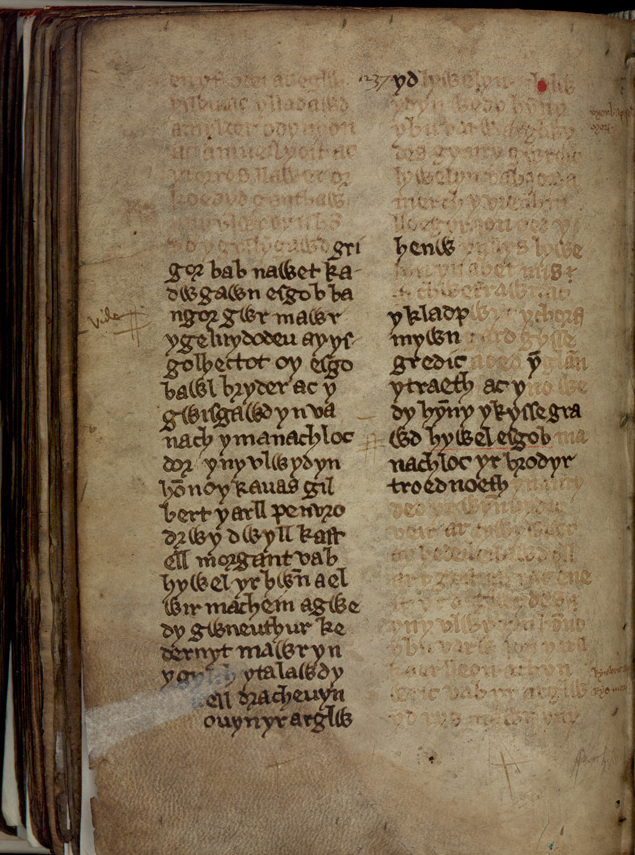
Brut y Tywysogion (Chronik der Prinzen) ist die Übersetzung eines verlorenen lateinischen Werkes, der Cronica Principium Wallie, ins Walisische, die nach 1282 entstand. Sie enthält zudem Nachträge für die Jahre 1282 bis 1332. Das zugrundeliegende Werk entstand womöglich in der Zisterzienserabtei Strata Florida und basierte wiederum auf Annalen verschiedener Klöster und Kirchen. Abgebildet ist folio 260r der ältesten erhaltenen, um 1330 entstandenen Abschrift; diese befindet sich in der Llyfrgell Genedlaethol Cymru – National Library of Wales, Peniarth MS 20.

Zu Beginn des 12. Jahrhunderts intensivierte sich dieses Vorgehen, als König Heinrich I. nicht nur Burgen zur Sicherung der Eroberungen und zum Eintreiben von Tributen errichten ließ, sondern auch Siedler zur Kolonisierung nach Wales brachte. Nach dem Tod des Königs im Jahr 1135 konnten die Waliser jedoch in einem Aufstand weite Gebiete zurückerobern. Begünstigt durch die Anarchy in England konnten die Fürsten von Gwynedd, Powys und Deheubarth weitere Gebiete zurückerobern. Auch begannen sie ihrerseits mit dem Bau von Burgen. Englische Eroberungen erfolgten durch die Nachbarn von Wales, die als Marcher Lords eigene – auch gegenüber England –, recht unabhängige Herrschaften errichteten. Verfassungsrechtlich waren sie sogar Nachfolger der walisischen Könige. Der Norden und Westen des Landes mit den schwer zugänglichen Gebirgszügen blieb weitgehend unabhängig, insbesondere Gwynedd mit dem Snowdon-Massiv. Seit der 2. Hälfte des 12. Jahrhunderts sind mehrere Eheschließungen zwischen Mitgliedern walisischer Fürstenhäuser und Verwandten englischer Könige überliefert. Bis zum 12. Jahrhundert basiert die historische Überlieferung weitgehend auf walisischen Chroniken, wie Brut y Tywysogyon und seine Chronik der Fürsten von Wales (eigentlich Chronik der Prinzen). Von größter Bedeutung ist daneben das Werk des Giraldus Cambrensis († 1223).
Bereits in der 1. Hälfte des 12. Jahrhunderts war es unter Führung von Canterbury zur Errichtung von vier, nunmehr territorialen Bistümern gekommen. Diese waren Llandaff, St Davids, St Asaph und Bangor. Als Bischöfe amtierten fast ausschließlich Nichtwaliser. Bis 1203 wurden mehrere Versuche unternommen, ein eigenes Erzbistum zu schaffen, und damit die Waliser Bistümer aus dem Metropolitanverband von Canterbury zu lösen. Danach wurde der Episkopat „zu einem verlängerten Arm der englischen Krone“ (M. Richter). Bis zum Ende des 12. Jahrhunderts entstanden zahlreiche Klöster, insbesondere durch die Benediktiner, die allein 18 Klöster gründeten, und die Zisterzienser, die mit 16 Klöstern fast gleichzogen.
Nach dem Ende der Anarchy versuchte der neue König Heinrich II., durch mehrere Feldzüge nach Wales die englische Oberherrschaft wiederherzustellen, doch schließlich musste er 1171 mit Fürst Rhys ap Gruffydd von Deheubarth einen Vertrag schließen, der dazu führte, dass Wales in Marcha Wallie, den von den Anglonormannen beherrschten Welsh Marches, und Pura Wallia, den walisischen Fürstentümern, geteilt blieb. Durch Erbteilungen und Erbfolgekämpfe zerfielen jedoch nach 1160 Powys und nach dem Tod von Owain Gwynedd 1170 Gwynedd in mehrere Teilfürstentümer.
Im 13. Jahrhundert verbessert sich die Quellenlage erheblich, der Schriftgebrauch nahm zu. Zu den erzählenden Quellen und politischen Dichtungen in walisischer Sprache kommen nun Schriftzeugnisse politischer Unterhandlungen zwischen walisischen Fürsten und der englischen Krone, die sich fast ausschließlich in englischen Archiven erhalten haben, wie etwa die Littere Wallie.
Dabei erfolgte zugleich eine dauerhafte politische Veränderung derjenigen Gebiete, die nicht unter englischer Herrschaft standen. Dabei dominierten Llywelyn ab Iorwerth (um 1190–1240) und sein Sohn Dafydd ap Llywelyn (1240–1247) sowie sein Enkel Llywelyn ap Gruffudd (1246–1282) die Entwicklung. Während der Vater den Titel Princeps Norwallie trug, erlangten Sohn und Enkel zusätzlich den Titel Princeps Wallie (Prince of Wales). Die dadurch signalisierte Hinwendung zum Feudalismus nach englischem Vorbild stellte die Voraussetzung für die nun folgende Zentralisierung der politischen Macht dar. Diese Anähnelung sollte England die Machtübernahme erleichtern. Unter englischem Einfluss entstanden in Wales etwa 80 recht kleine, aber befestigte Städte, in denen vor allem Engländer, aber auch andere Ausländer lebten.
Bei der Zentralisierung der Macht in Wales spielte der Druck Englands eine wesentliche Rolle, auch wenn Llywelyn eine Tochter Johanns von England († 1216) heiratete. Als nach dem Tod von Lord Rhys 1197 auch in Deheubarth Erbfolgekriege zwischen seinen Söhnen ausbrachen, versuchte König Johann Ohneland durch Bündnisse, Versprechungen und Feldzüge seine Macht in Wales auszuweiten. Mit zwei Feldzügen unterwarf er bis 1211 Llywelyn ab Iorwerth, der die Teilfürstentümer von Gwynedd wieder vereint hatte. Doch wegen seines Konflikts mit der Adelsopposition in England zerfiel seine Vorherrschaft über Wales wieder. Auch schloss Llywelyn 1212 einen Freundschaftsvertrag mit König Philipp Augustus von Frankreich. Im Gegenzug konnte Llywelyn ab Iorwerth 1215 bei den Verhandlungen über die Magna Carta Vorteile für Wales erzielen. Er besetzte Powys Wenwynwyn und durch das Abkommen von Aberdyfi konnte er 1216 auch die Oberherrschaft über die Teilfürstentümer von Deheubarth erlangen. Damit waren die anderen walisischen Fürstentümer entweder von England oder von Gwynedd abhängig geworden. 1238 konnte er die lehnsrechtliche Erbfolge seines zweiten Sohnes Dafydd durchsetzen.

Wales um 1234 mit den Baronien der Welsh Marches und den walisischen Fürstentümern (grün)

Wales nach dem Vertrag von Montgomery 1267

Nach dem Tod von Llywelyn ab Iorwerth konnte König Heinrich III. jedoch weite Teile von Nordostwales erobern, was ihm die Fürsten von Gwynedd 1247 im Vertrag von Woodstock bestätigen mussten. Damit war die lehnsrechtliche Oberherrschaft Englands erstmals anerkannt worden.
Nachdem Llywelyn ap Gruffydd 1255 die Alleinherrschaft über Gwynedd erlangt hatte, konnte er nach und nach weitere englische und walisische Gebiete unter seine Kontrolle bringen. Ab 1258 nannte er sich Princeps Wallie, ein Titel, den Heinrich III. schließlich 1267 im Vertrag von Montgomery anerkennen musste. Wales hatte die Partei Simon de Montforts ergriffen, des innenpolitischen Gegners Heinrichs. Später heiratete er sogar dessen Tochter Eleonora. Ab 1267 war Llywelyn Lehnsherr aller walisischen Adligen, das Fürstentum wurde erblich. Andererseits war sein Oberlehnsherr nun der König von England.
Damit hatte Llywelyn ap Gruffydd den Höhepunkt seiner Macht erreicht. In den nächsten Jahren kam es zu weiteren Konflikten mit den englischen Marcher Lords. Schließlich führte der Machtkampf zwischen Gwynedd und England zu zwei Kriegen von 1276 bis 1277 und von 1282 bis 1284, die zur Eroberung von Wales durch König Eduard I. führte. Auslöser war die Weigerung des Walisers, seinen Verpflichtungen gegenüber Eduard I. nachzukommen, der als neuer König von England auch sein neuer Oberlehnsherr war. Nach seinem Sieg in einer fünfzehnmonatigen Kampagne diktierte Eduard im Vertrag von Conw(a)y harte Bedingungen. Das Fürstentum wurde erheblich verkleinert, der besagte Titel sollte nur noch für Llywelyn selbst gelten. Dieser war – nur mehr auf Lebenszeit – Lehnsherr von nur noch fünf namentlich genannten Adligen. Zugleich dehnte England seine Herrschaft weiter aus, errichtete neue Grafschaften und eine Reihe von Burgen.

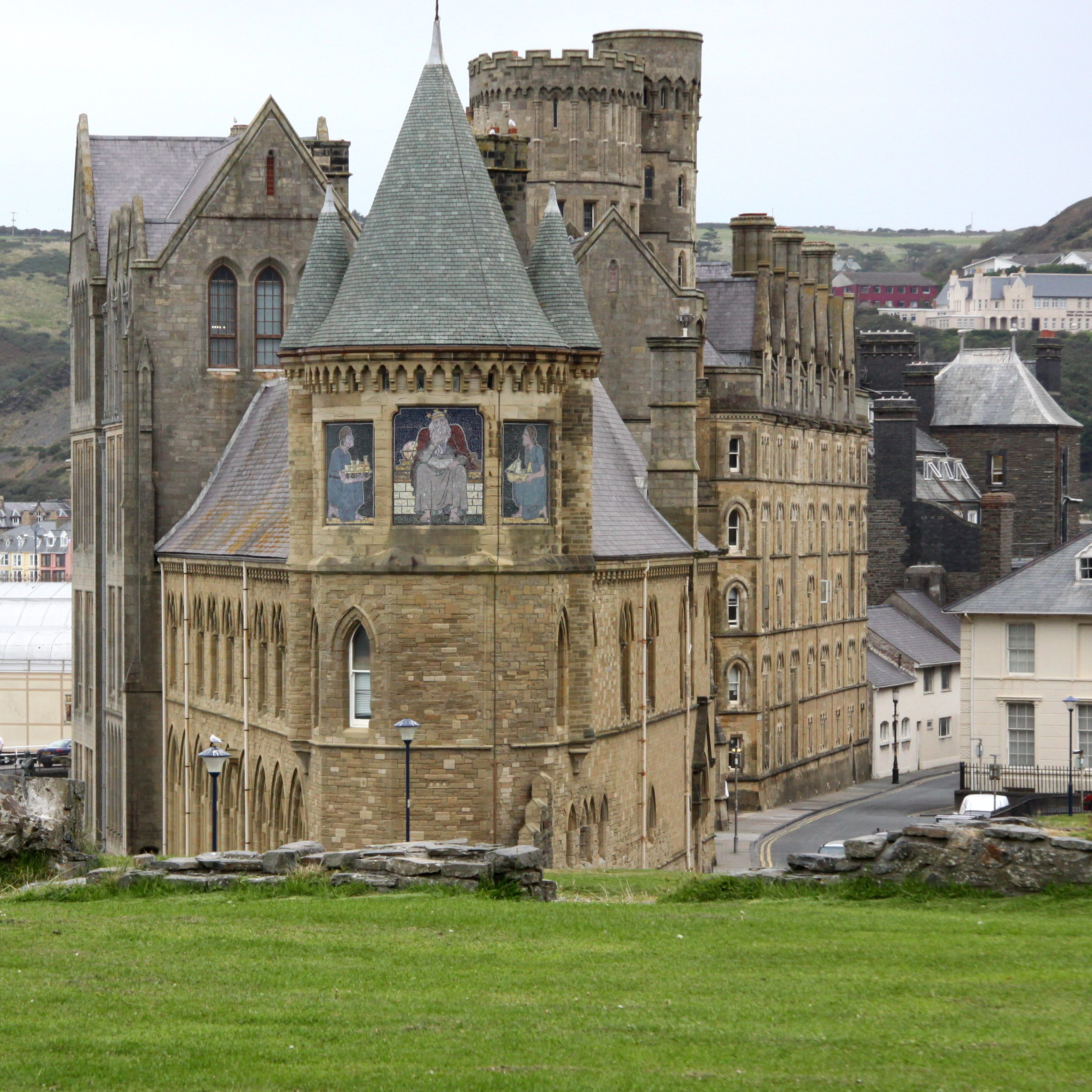
Kirche und Burg von Aberystwyth

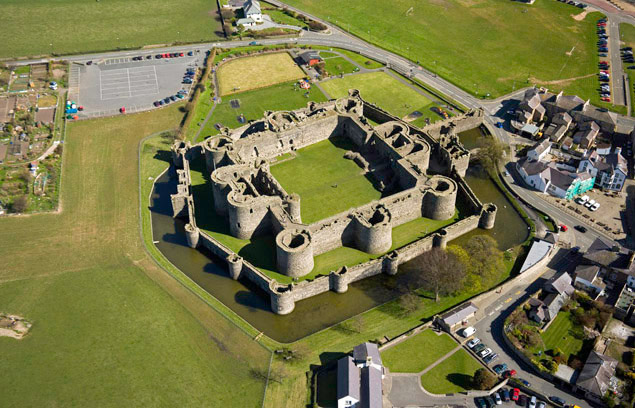
Die Burg Beaumaris aus der Luft

Das provokante Verhalten des englischen Königs und seiner Beamten führte, obwohl Llywelyn versuchte, sich genau an die politischen Vorgaben zu halten, Ostern 1282 zu einem Aufstand unter Führung seines Bruders Dafydd. Diesem musste sich Llywelyn anschließen. Der Krieg wurde mit größter Härte geführt und dauerte bis 1284. Er verursachte mit 150.000 Pfund siebenmal so hohe Kosten, wie der Krieg von 1276 bis 1277. Weitere 80.000 Pfund wurden in den Bau von Burgen investiert, die die englische Herrschaft im Land sichern sollten. 
Eduard unterstellte im Statut von Rhuddlan 1284 weite Teile von Wales als Fürstentum Wales dem englischen Rechtssystem und der direkten Herrschaft des Königs. Dennoch blieb der Titel des Landesherrn erhalten: 1301 ernannte er seinen Sohn Eduard zum Prince of Wales, womit dieser Titel auch zum Titel der englischen Thronfolger wurde. Doch blieb Wales weiter dem König unmittelbar unterstellt. 
Die neun Burgen wurden nach den Vorstellungen eines Baumeisters aus Savoyen errichtet. Der Festungsbauer Jacques de Saint-Georges d’Espéranche, im Englischen als James of St. George bezeichnet, ließ, angeregt von Kreuzfahrerburgen und der Stadtmauer von Konstantinopel, die Burgen Aberystwyth, Flint, Builth, Caernarfon, Conwy, Harlech, Criccieth und Beaumaris errichten. Der größten Burg, Conwy, musste die Grabstätte des walisischen Prinzen Llywelyn des Großen weichen. Bis ins 20. Jahrhundert fühlte sich keiner der Fürsten von Wales veranlasst, Walisisch zu lernen. Dies tat erst Prinz Charles, der am 1. Juli 1969 auf Caernarfon Castle feierlich zum Prince of Wales erhoben wurde.

## Das englische Fürstentum Wales (ab 1284), Aufstände (1400, 1456), endgültige Eingliederung (1542)

Wales nach dem Statut von Rhuddlan (1284), blau und grün die neuen Grafschaften des Fürstentums Wales

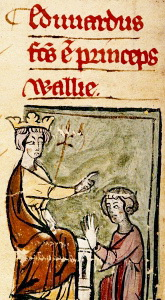
Eduard I. setzt seinen Sohn Eduard als Prinzen von Wales ein; Buchmalerei, frühes 14. Jahrhundert

Nach der Eroberung der Fürstentümer versuchten die Könige, die Autonomie der englischen Marcher Lords einzuschränken. Die nach den Eroberungen (bis 1283) getroffenen Entscheidungen bestimmten das Verwaltungsgefüge bis zu den Unionsgesetzen Heinrichs VIII. (Acts of Union 1536–1543, ein Begriff, den Owen M. Edwards erst 1901 einführte, und der missverständlich ist, da er eine Analogie zu den Unionen mit Schottland (1707) und Irland (1800) herstellt). Dabei umfasste die nunmehrige Royal Principality of Wales etwa die Hälfte des Landes. Dies waren im Südwesten die Grafschaften Carmarthenshire und Cardiganshire, die England nach und nach zwischen 1254 und 1287 erworben hatte, dann die neueren Grafschaften im Nordwesten, nämlich Anglesey, Caernarfon und Merioneth, die aus dem Gebiet des letzten walisischen Herrschers von Gwynedd Llywelyn ap Gruffydd († 1282) gebildet worden waren. Nach der Eroberung unter der persönlichen Führung König Eduards I. entstanden aus Gwynedd fünf königliche Grafschaften. Die letzte Burg, das Castell y Bere, hatte am 25. April 1283 kapituliert, Dafydd wurde am 22. Juni gefangen genommen. Seine beiden Söhne verbrachten ihr Leben in Bristol Castle; Llywelyn ap Dafydd starb dort 1287, sein Bruder Owain überlebte dort mindestens bis 1325. Die beiden Töchter wurden ins Kloster gezwungen, wo Gwladus 1336, Llywelyns einzige bezeugte Tochter Gwenllian 1337 starb, die eine in Sixhills, die andere in Sempringham. Beide Klöster standen in Lincolnshire.
Ab dem 14. Jahrhundert setzte sich die Bezeichnung der drei nördlichen Grafschaften als königliches Fürstentum von Nordwales durch, die beiden südlichen wurden dementsprechend als königliches Fürstentum von Südwales bezeichnet. Dementsprechend war die königliche Verwaltung auf die beiden Zentren Caernarfon (früher Caernarvon) und Carmarthen konzentriert. Die königliche Grafschaft Flint im Nordosten des Landes wurde aus praktischen Verwaltungsgründen der königlichen Grafschaft Chester zugeschlagen. Das übrige Wales bestand aus zahlreichen Marken.
Das Statut von Rhuddlan vom März 1284 gilt als Muster für die Regierung des nördlichen Fürstentums, das von der Krone annektiert worden war. Darin wurden als hohe Ämter der justiciar, der chamberlain und die county sheriffs eingeführt. Neu installierte Gerichtshöfe stützten sich auf Englisches Recht, doch wurde dieses bei Zivilprozessen durch Walisisches Recht ergänzt. Macht und Sicherheit wurden durch Burgen gewährleistet, neu eingerichtete boroughs dienten dazu, Garnisonen aufzunehmen. Diese mit Privilegien versehenen Orte zogen möglichst loyale Neusiedler an. Die Gerichts- und Verwaltungszentren Caernarfon und Carmarthen führten eigene Siegel. Sie waren in allen politischen, rechtlichen und finanziellen Angelegenheiten nur der Krone und ihren Amtsträgern in Westminster verantwortlich. Außer wenn der Prince of Wales sein Herrschaftsgebiet selbst regierte und verwaltete, wurde jeder Teil des königlichen Fürstentums Wales von königlichen Amtsträgern verwaltet. Allerdings trat der Fall fürstlicher Regierung nur selten ein, denn nur Eduard (II.) in den Jahren 1301 bis 1307, dann Eduard der „Schwarze Prinz“ von 1343 bis 1376, waren auch volljährig. Alle anderen waren minderjährig, und so unterstanden sie in Form von königlichen Amtsträgern der königlichen Oberaufsicht. Immerhin sorgte dies für Kontinuität und Stabilität.
Die Bistümer des Erzbistums Canterbury, St. David's und Bangor, in deren Gebiet das so gebildete Fürstentum lag, deckten sich nicht mit dessen Ausdehnung. Beim reicheren und einflussreicheren St. David's pflegte die Krone bei Sedisvakanzen energisch hineinzuregieren.
Bis zur Regierungszeit Heinrichs VIII. blieben die fünf Grafschaften, ebenso wie Flintshire, mit geringen Grenzverschiebungen erhalten, das Regierungs- und Verwaltungssystem wurde nur geringfügig verändert. Die beiden Justitiare, die die politische und jurisdiktionelle Autorität verkörperten, entstammten meist dem hohen englischen Adel, waren oft marcher lords. Die Chamberlains hingegen, die Leiter des Finanzwesens, waren Kleriker oder Angehörige der Gentry aus den an Wales angrenzenden Gebieten. Auch die constables der großen Burgen waren Nichtwaliser, wenn auch immer häufiger ihre Stellvertreter Waliser waren. Ab dem 15. Jahrhundert waren regelmäßig Waliser die stellvertretenden Kastellane. Die ortsnahen, niederen Ämter wurden fast immer von Walisern ausgefüllt.
Wales war, ebenso wie die gesamte Welt des Mittelmeers und Europas, schwer von den Epidemien betroffen, die den Großraum ab 1347/48 überzogen. 1349 erreichte die Pest auch Wales. Die sowieso schon vorhandenen Spannungen zwischen Eroberern und Unterworfenen, zwischen Walisern und eingewanderten Engländern in den Städten, zwischen örtlichen Amtsträgern und ihren Vorgesetzten, zwischen englischem, mit umfangreichen Pfründen ausgestattetem Klerus und den ärmeren walisischen Klerikern, führten vor allem in den Marken zu Aufständen. Auch war die Frühzeit der Regierung des Schwarzen Prinzen von hartem fiskalischem Druck geprägt. 
Auf Seiten der Historiker bestand zudem eine geringe Neigung, sich mit dem Spätmittelalter zu befassen, sieht man von den Aufständen ab. Dabei spielte lange der schwierige Zugang zu den Quellen eine Rolle, dann aber auch deren Deutung. Erst mit den akademischen Fortschritten in der Sozial- und Wirtschaftsgeschichte, aber auch der Kulturgeschichte und der Demographie kam es zu neuen Arbeiten über Wales, das für die Politik-, Rechts- oder Verwaltungsgeschichte ein wenig bedeutendes Anhängsel Englands, und zudem kein souveränes Staatswesen mehr war. 
Im Gegensatz zu vorherigen Annahmen erholte sich die Wirtschaft des Landes bis 1450; die bisherigen Formen agrarischer Wirtschaft und Herrschaft wurden durch den Landadel, die englische Gentry verdrängt. Diese dominierte das Land bis zur Industrialisierung. Zugleich sorgte der mittlere und niedere, Walisisch sprechende Adel dafür, dass die in seiner Muttersprache schreibenden Dichter Anstellung und Unterhalt fanden. Dies wurde durch die Nähe zum Königshaus stark gefördert, so dass sich Abneigung gegen und Zuneigung zu England auch hier stabilisierend auswirkten.
Gegen diese englische Herrschaft erhob sich im Jahr 1400 Owain Glyndŵr († um 1416), ein Nachfahre der walisischen Fürsten, der sich selbst zum Fürsten von Wales erklärte. Im Zuge seiner Rebellion, die in der Walisischen Mark begann, kamen weite Teile von Wales unter seine Kontrolle. Erfasst wurde dabei auch das Haus Tudor (Caernarfonshire, Anglesey). Die abgelegeneren Gebiete wurden zu Zentren des Aufstands, vor allem um die Burgen Harlech und Aberystwyth, die 1404 bis 1408 in der Hand des letzten Fürsten von Wales waren. 
Nach dem Ende des Glyndŵr-Aufstands (1410) wurde die Selbstverwaltung der walisischen Gemeinden wiederhergestellt, England milderte zugleich die strenge jurisdiktionelle Überwachung, doch erwies sich diese Politik als ungeeignet. Mitte des 15. Jahrhunderts war die Grafschaft Merioneth zeitweise unregierbar, in Carmarthenshire und Cardiganshire führte der walisische Squire Gruffudd ap Nicolas († um 1460) und sein Familienverband eine fast selbstständige Herrschaft. Die walisische Kirche war sich selbst überlassen, die Bischöfe von Bangor und St David's residierten nicht einmal in ihren Diözesen.

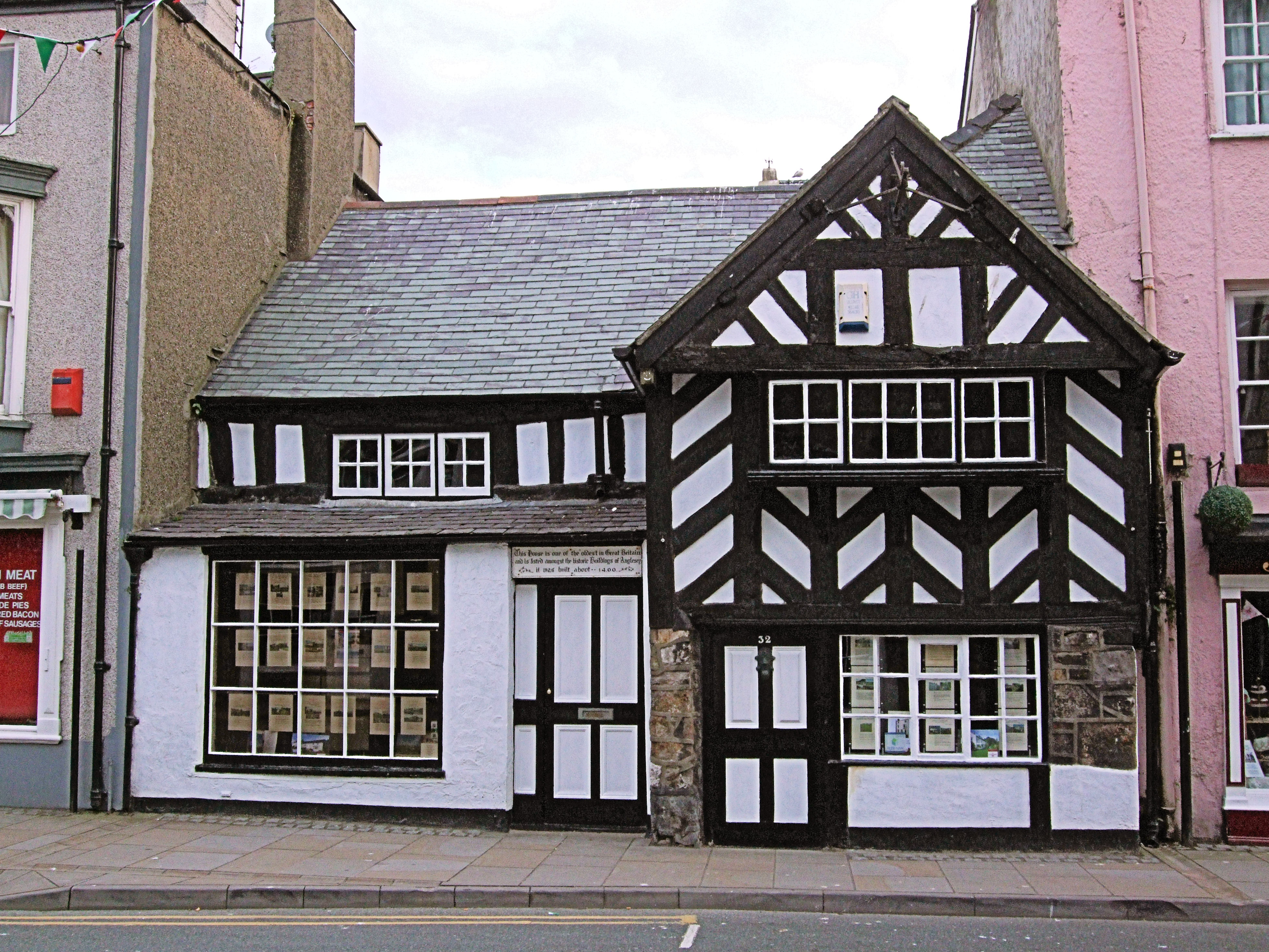
Das Haus Tudor Rose in Beaumaris ist eines der ältesten Wohnhäuser in Wales, erbaut in der ersten Hälfte des 15. Jahrhunderts. Die Fassade stammt aus der Zeit zwischen 1480 und 1485/86. Die ursprüngliche große Halle, ein Bautyp, der Mitte des 16. Jahrhunderts überholt war, wurde 1549 durch ein Obergeschoss verunklärt.

In den Rosenkriegen war Wales nur ein Nebenkriegsschauplatz, auf dem sich die Lancastrianer bis 1468 in Harlech Castle halten konnten. Versuche William Herberts, des Herrn von Raglan in der Walisischen Mark, das Fürstentum Wales der Kontrolle der York-Partei zu unterwerfen, stießen auf heftigen Widerstand, vor allem bei Jasper Tudor, dem Earl of Pembroke, zugleich Halbbruder des lancastrianischen Königs Heinrich VI. Dieser Versuch dauerte von 1456 bis 1468 an. 1485 landete der walisischstämmige Lancastrianer Henry Tudor in Pembrokeshire und erkämpfte sich den englischen Thron durch den Sieg in der Schlacht von Bosworth. Die Hoffnungen der Waliser, durch ihn als König mehr Rechte und Freiheiten zu erhalten, erfüllten sich jedoch nicht. 
Eduard IV., der yorkistische König, versuchte in den 1470er Jahren die Oberherrschaft über das Fürstentum Wales erneut zur Geltung zu bringen. Er dehnte nach und nach die Amtsgewalt des Rates seines Sohnes Eduard (V.) aus, dessen Kontrolle sich nicht nur über das Fürstentum erstreckte, sondern auch über die marcher lordships. Dazu wurden die königliche Jurisdiktionsreche, die Ernennung von Beamten und die Neuorganisation des Finanzwesens in Angriff genommen. Unter Heinrich VII. übte der Rat, dessen Hauptsitz Ludlow in der Walisischen Mark war, bereits eine effiziente Kontrolltätigkeit aus.
Henry Tudors Sohn König Heinrich VIII. gliederte bis 1542 mit den Gesetzen zur Eingliederung von Wales das Land endgültig in England ein, wobei der Druck, dies zu tun, vor allem von denjenigen Bevölkerungsgruppen ausging, die der Herrschaft der marcher lordships unterstanden.

## Reformation, Krise des 17. Jahrhunderts, Revivalism (1536–1800)
Wales war um 1700 dünn besiedelt. Die Bevölkerungszahl wird auf etwa 400.000 Einwohner geschätzt, wobei fünf der dreizehn Shires weniger als 25.000 Einwohner hatten. Dabei hatte sich die Bevölkerung in den vorhergehenden zwei Jahrhunderten bereits (wieder) verdoppelt. Um 1550 schätzt man 230.000 Einwohner, 1601 wohl 317.000, 1650 beinahe 400.000. Dabei schwanken die Schätzungen allerdings erheblich. Nach einer Phase der Stagnation, vielleicht sogar des Rückgangs, wuchs die Bevölkerung wieder auf 480.000 im Jahr 1750 und 1801 zählte man 587.000 Einwohner.
Dabei galt Wales lange als arm. So kamen an Steuern 1691 nur 5700 Pfund aus dem Land, von denen allein ein Achtel aus den drei Shires von Gwynedd kamen. Mehr als die Hälfte des besteuerbaren Vermögens kam aus den vier Shires der Südküste zusammen mit Breconshire. Dabei gab es in den höher gelegenen Gebieten praktisch keine Straßen, so dass man auf Schlitten angewiesen war. Dort herrschte Weidewirtschaft vor. In den Lowlands hingegen herrschte Landbau vor, wobei Pembrokeshire besonders fruchtbar war.
Parallel dazu fiel das ehemalige Clanland, das im Mittelalter vorgeherrscht hatte, zunehmend in individuellen Besitz, die saisonalen Bewegungen, etwa im Sinne einer Wanderweidewirtschaft (Transhumanz), nahmen ab, während der Viehhandel zunahm. Traditionelle Strukturen wurden aufgegeben, Land gelangte zunehmend in den Handel. Cyfran (Realteilung) wurde 1536 untersagt, doch lässt sich diese Einrichtung bis weit ins 17. Jahrhundert belegen. Dennoch gelangte nun über die Generationen immer mehr Land in immer weniger Hände. Zugleich verstärkte sich die Binnenkolonisation.
Infolgedessen kam es zu heftigen Konflikten, den „enclosure battles“, die allerdings weniger heftig waren, als in England. Diese ‚Schlachten‘ lassen sich selten belegen, doch die Akten des Council in the Marches erweisen, dass dort beispielsweise 1640 die Williams’ of Llangibby das gemeine Land in Trefgrug in Monmouthshire nach und nach an sich rissen und damit 800 Landbesitzern den Zugang auf dieses bis dahin gemeinsam genutzte Land verwehrten. Der Kleinkrieg, begleitet von den neuen Medien der Zeit und gewalttätigen Auseinandersetzungen, zog sich durch die Regierungszeiten von Elisabeth I. und James I. und kulminierte in einem gewaltsamen Sieg der Gentry in den 1620er Jahren. Der Besitz der Gentry an Grund und Boden wuchs, doch gleichzeitig auch derjenige ihrer Pächter. Ende des 16. Jahrhunderts waren die Enclosures in den Lowlands weitgehend durchgesetzt, um 1640 in ganz Wales. Hingegen genügte in den höher gelegenen Gebieten weiterhin die Errichtung einer Hütte und die Entzündung eines Lichtes, um dort Landansprüche zu erwerben, so dass die dortigen Gebiete eine völlig andere ökonomische und soziale Entwicklung nahmen. Die Lowlands hingegen waren reif für eine ökonomische Verwertung über die Grenzen von Wales hinaus und zogen damit weitere Investoren an. Zur agrarischen Zersplitterung passte die ungewöhnlich große Variabilität von Maßen und Gewichten, die Aufspaltung des Landes in vergleichsweise altertümlich wirkende Gebiete und solche in ihrer Zeit als modern geltende Bewirtschaftungs- und Wohnformen. Doch auch die Versuche der neuen Herren ihr Land ab dem 17. Jahrhundert zunehmend zu verpachten, führten zur Übernahme daran hängender Verpflichtungen bis hin zu Pachtzahlungen in Form von Lebensmitteln oder gar Arbeit, womit man den Frondiensten nahekam. Selbst inoffizielle Abgaben, die ausdrücklich verboten waren, tauchten wieder auf, wie die Zahlung von sogenannten cymorthas, die bloßer Erpressung glichen.
Anfang des 17. Jahrhunderts bestand die ländliche Hierarchie aus vier Gruppen. Ganz oben stand die Gentry, die uchelwyr, wobei diese Klasse in die Gruppe der yeomen ragte, der wohlhabenderen Bauern. Deren Einflussbereich erstreckte sich allerdings nur auf die jeweilige Gemeinde. Die Masse der Bevölkerung bestand aus einfachen Bauern, genauer gesagt, Inhabern einer Bauernstelle. Darunter wiederum waren die Arbeiter und Bediensteten angesiedelt. Schließlich gab es auch Arme (pauperes), zu deren Gruppe auch immer wieder die letztgenannten gerechnet wurden. Bei den Behausungen unterschieden sich die Regionen von Wales besonders drastisch. Zunächst bestanden große Ausstattungsunterschiede zwischen den Uplands und den fruchtbaren Talgebieten, den Lowlands, dann aber auch zwischen Ost und West, denn der starke englische Einfluss sorgte im Osten für eine Zunahme der Steinbauten, während diese Bauweise viele westliche Gebiete erst im 19. Jahrhundert erreichte. Andererseits waren wohlhabende Holzhäuser in den zentralen Grenzlanden, wie etwa in Montgomery oder Brecon, weit verbreitet. Dabei unterlag Wales bereits früh einer Bindung der Agrargüter an einen britischen, wenn nicht europäischen Markt, insbesondere im Süden und Osten, aber auch auf Anglesey, wo Henry Rowlands aus Llanidan 1704 daher neue Methoden in seinem Werk Idea Agriculturae beschrieb, und das noch 1764 eine weitere Auflage erfuhr. Hohe Bodenpreise riefen 1793 nochmals einen „enclosure boom“ hervor, denn nun wurden auch Teile der Uplands eingeschlossen, was die Agrar- und Wohnfläche des Landes noch einmal erheblich ausdehnte.

## Industrialisierung, Nonkonformismus (1780–1914), das liberale Wales (1868–1920), Arbeiterbewegung, Revitalisierung

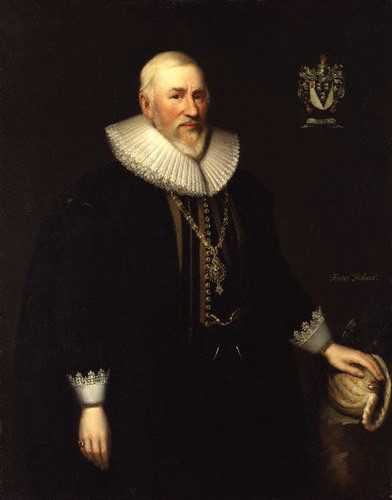
Sir Hugh Myddelton (1560–1631), porträtiert von Cornelis Janssens van Ceulen 1628

Verhältnismäßig früh wurden Teile von Wales industrialisiert. Die Ausbeutung von Mineralien, an vielen Stellen bereits im Mittelalter begonnen, insgesamt jedoch bis ins Neolithikum zurückreichend, wuchs zwischen 1560 und 1630 stark an. Es bestanden Eisenwerke in Pontypool im Süden und Wrexham im Norden, Messing- und Drahtverarbeitung in Tintern im äußersten Südosten, Kohle wurde im äußersten Nordosten und im Süden, nämlich in Flintshire und West-Glamorgan gewonnen, Schiefer in Caernarvonshire, Kupfer wurde in Neath geschmolzen, das wiederum im Süden liegt. Mit James I, Hugh Middleton erschien der neue Typus des Industriellen, der Kohle im Nordosten und Silber und Blei in Cardiganshire gewann. Als die Baumbestände drastisch zurückgingen, verlegte man sich zum Schmelzen von Erz auf Kohle, ab etwa 1700 gelang auch die Eisenschmelze.
Im 18. Jahrhundert wurden die South Wales Valleys aufgrund der Eisenerz- und Kohlevorkommen sowie wegen der nutzbaren Wasserkraft zu Zentren einer frühen Industrialisierung. Die Industrialisierung in Südwales führte zu einem starken Zuzug von Arbeitskräften und zu einem starken Bevölkerungswachstum. Im 19. Jahrhundert war die Region zunächst ein Zentrum der Eisenverhüttung, ab der Mitte des 19. Jahrhunderts gewann der Kohlebergbau zunehmende Bedeutung. Wales ist als Teil Großbritanniens außerdem auch Geburtsstätte der Eisenbahn, die Swansea and Mumbles Railway eröffnete 1804 und war später die erste Eisenbahn mit Personenverkehr. Cardiff wurde zum größten Kohleexporthafen der Welt. Daneben hatte Wales noch weitere umfangreiche Rohstoffvorkommen. Der Schiefersteinbruch von Penrhyn war Ende des 19. Jahrhunderts das bis dahin größte von Menschenhand erzeugte Loch im Erdboden. Die Zeit zwischen 1830 und 1850 war von Unruhen und Aufständen geprägt. 1831 wurde ein Aufstand in Merthyr Tydfil blutig niedergeschlagen. 1839 rebellierten Chartisten in der Region um Casnewydd, Newport. Im selben Jahr sowie 1842 bis 1843 wurden von Vertretern der Landbevölkerung in Südwest-Wales mit Zentrum in Carmarthenshire die sogenannten Rebecca Riots durchgeführt, welche die Abschaffung der Maut auf den neuen Turnpike Roads zur Folge hatten. Für zusätzliche Spannungen sorgte 1847 die Publikation eines im Wesentlichen von anglikanischen Geistlichen erarbeiteten Parlamentsreports (Blue book), welcher die Bevölkerung von Wales als „faul und moralisch schwach“ bezeichnete und die Schuld dafür der Zugehörigkeit zu nonkonformistischen Kirchen und der Nichtbeherrschung der englischen Sprache gab. Wales wurde in den folgenden Jahrzehnten eine Hochburg der Gewerkschaften, des Syndikalismus und Sozialismus. Von 1901 bis 1903 wurde der Steinbruch von Penrhyn bestreikt, wobei gelegentliche Auseinandersetzungen nicht ausblieben. Wiederholt wurde in dieser Zeit auch Militär eingesetzt, um Streiks niederzuschlagen. Bei einem Eisenbahnstreik 1911 wurden zwei Arbeiter vom Militär erschossen. Das erste Mitglied der Labourpartei im Parlament, Keir Hardie, wurde für den walisischen Wahlkreis von Merthyr im Jahr 1900 gewählt. Religiöser Nonkonformismus prägte die walisische Gesellschaft in dieser Zeit.
Nachdem bereits die Eisenverhüttung im 19. Jahrhundert an Bedeutung verloren hatte, begann schon vor dem Ersten Weltkrieg der Niedergang des Kohlebergbaus. Nach dem Zweiten Weltkrieg wurden die verbliebenen Bergwerke verstaatlicht, doch bis zu den 1980er Jahren wurden fast alle Bergwerke geschlossen. Die walisische Stahlindustrie wurde in Port Talbot konzentriert. Der Niedergang der Schwerindustrie löste in den Valleys einen Strukturwandel aus, der bis heute nicht abgeschlossen ist.

## Kulturelle Wiederbelebung, zunehmende politische Selbstbestimmung
Nationalismus wurde eine größere Erscheinung im 20. Jahrhundert mit der politischen Partei Plaid Cymru, die 1966 ihren ersten Parlamentssitz erringen konnte. Größtenteils als Ergebnis dessen wurde Dezentralisierung zu einem Hauptanliegen der Labour Party, und 1998 wurde schließlich nach einem Referendum die Nationalversammlung von Wales gebildet, die die Vollmacht über die öffentlichen Ausgaben innerhalb von Wales erhielt.